# Chiến tranh Vùng Vịnh
Chiến tranh Vùng Vịnh năm 1991 (cũng gọi là Chiến tranh vịnh Ba Tư hay Chiến dịch Bão táp Sa mạc) là một cuộc xung đột giữa Iraq và liên minh gần 38 quốc gia do Hoa Kỳ lãnh đạo và được Liên Hợp Quốc phê chuẩn để giải phóng Kuwait.
Sự kiện dẫn tới chiến tranh là việc Iraq xâm chiếm Kuwait ngày 2 tháng 8 năm 1990, sau khi Iraq cho rằng (nhưng không chứng minh được) Kuwait đã "khoan nghiêng" giếng dầu của họ vào biên giới Iraq. Hậu quả của cuộc xâm chiếm là Iraq ngay lập tức bị Liên Hợp Quốc áp đặt trừng phạt kinh tế. Những hành động quân sự bắt đầu từ tháng 1 năm 1991, dẫn tới 1 thắng lợi hoàn toàn của các lực lượng đồng minh, buộc quân đội Iraq phải rút khỏi Kuwait với tổn thất nhân mạng ở mức tối thiểu cho lực lượng đồng minh. Những trận đánh chính là những trận đánh trên không và trên bộ bên trong Iraq, Kuwait và những vùng giáp biên giới Ả Rập Xê Út. Cuộc chiến không mở rộng ra ngoài vùng biên giới Iraq/Kuwait/Ả Rập Xê Út, dù Iraq đã bắn tên lửa vào các thành phố của Israel. Cuộc chiến có thể coi là 
chiến tranh vệ quốc hoặc phản kích tự vệ của Kuwait khi nước này đã bị xâm lược trước.

## Tên gọi
"Chiến tranh Vùng Vịnh" và "Chiến tranh vịnh Ba Tư" là những thuật ngữ thường được dùng nhất để chỉ cuộc xung đột này ở các nước phương Tây. Những cái tên đó đã được đa số các nhà sử học và nhà báo sử dụng tại Hoa Kỳ. Từ "Chiến dịch Iraq tự do" ngày 22 tháng 3 năm 2003 và tiếp theo là việc Hoa Kỳ chiếm đóng Iraq, cuộc xung đột năm 1991 hiện nay thường được gọi là "Chiến tranh Vùng Vịnh lần thứ nhất". Tại Hoa Kỳ cuộc xung đột thường được gọi là Chiến dịch "Lá chắn sa mạc" (Desert Shield) và "Bão táp sa mạc" (Desert Storm) và ở Anh là Chiến dịch Granby. Tại Kuwait và đa số các nước Ả Rập cuộc xung đột thường được gọi là Harb Tahrir al-Kuwait hay "Chiến tranh giải phóng Kuwait". Tại Iraq, cuộc chiến thường được gọi là Um M'aārak - "Cuộc chiến của mọi cuộc chiến".

## Các nguyên nhân
Trước chiến tranh thế giới thứ nhất, theo Hiệp định Anh-Ottoman năm 1913, Kuwait bị coi là một "caza tự trị" bên trong Iraq của Đế chế Ottoman. Sau cuộc chiến, Kuwait thuộc quyền cai trị của Anh và nước này coi Kuwait và Iraq là hai quốc gia riêng biệt, được gọi là Các Tiểu Vương quốc Ả Rập. Tuy nhiên, những quan chức Iraq không chấp nhận tính hợp pháp của nền độc lập của Kuwait hay chính quyền Emir tại Kuwait. Iraq không bao giờ chấp nhận chủ quyền của Kuwait và vào năm 1961, Anh đã phải triển khai quân đội để bảo vệ Kuwait khỏi ý định sáp nhập của Iraq, việc bảo vệ kéo dài đến năm 1971.

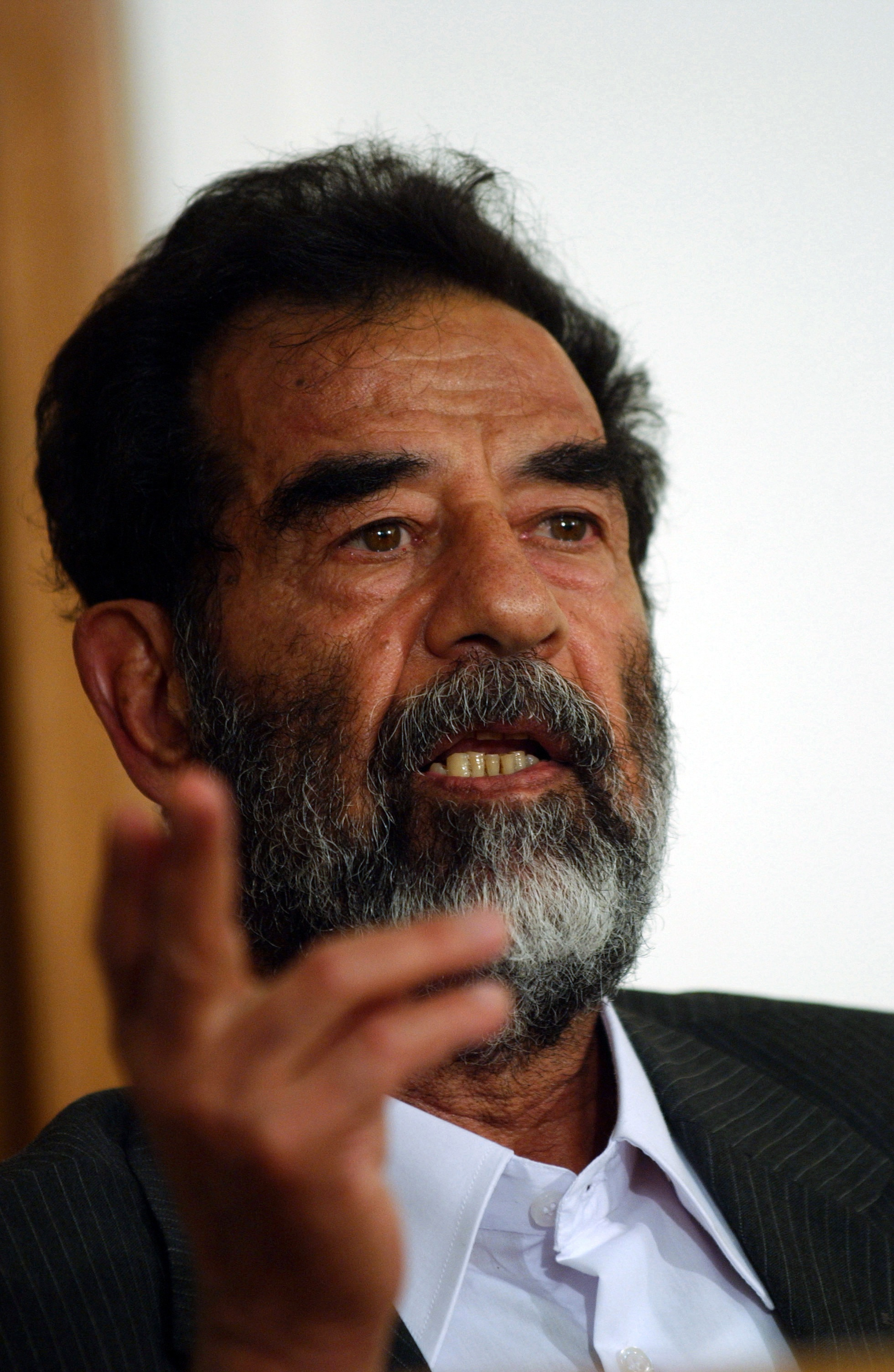
Cố Tổng thống Iraq Saddam Hussein

Trong Chiến tranh Iran-Iraq ở thập niên 1980, Kuwait là đồng minh của Iraq, phần lớn là để được Iraq bảo vệ khỏi những người Shi'ite ở Iran. Sau cuộc chiến, Iraq nợ các nước Ả Rập nhiều khoản tiền lớn, trong đó có 14 tỷ dollar nợ Kuwait. Iraq hy vọng sẽ trả được những khoản nợ đó khi làm tăng giá dầu mỏ thông qua việc cắt giảm sản lượng khai thác của OPEC, nhưng thay vào đó, Kuwait lại tăng lượng khai thác của mình khiến giá dầu giảm sút, trong một nỗ lực nhằm kích thích có được một giải pháp giải quyết tốt hơn cho việc tranh chấp lãnh thổ giữa hai nước. Ngoài ra, Iraq bắt đầu buộc tội Kuwait đã khoan nghiêng vào các giếng dầu của họ ở vùng biên giới và cho rằng vì Iraq là nước đệm chống lại Iran bảo vệ cho toàn bộ các nước Ả Rập nên Kuwait và Ả Rập Xê Út phải đàm phán hay hủy bỏ những khoản nợ cho chiến tranh của Iraq. Hai lý do ban đầu Tổng thống Iraq Saddam Hussein đưa ra để biện hộ cho cuộc chiến là để xác nhận việc Kuwait từng là một phần của lãnh thổ Iraq và đã bị chủ nghĩa thực dân tách ra một cách không công bằng, và Iraq sáp nhập Kuwait để bù "phí tổn kinh tế" khi họ phải bảo vệ Kuwait trước Iran cũng như việc Kuwait đã khoan nghiêng vào các giếng dầu của họ.
Cuộc chiến với Iran đã khiến hầu hết tất cả các cơ sở cảng biển của Iraq ở Vịnh Ba Tư bị hủy hoại, khiến cho con đường giao thương chính của nước này với bên ngoài bị cản trở. Nhiều người Iraq, cho rằng cuộc chiến với Iran sẽ lại tái diễn trong tương lai, cảm thấy rằng an ninh của Iraq chỉ được đảm bảo khi họ kiểm soát thêm được vùng vịnh Ba Tư, gồm cả những cảng biển quan trọng. Chính vì thế Kuwait chính là một mục tiêu.
Về ý thức hệ, cuộc xâm chiếm Kuwait được biện hộ bởi những lời kêu gọi của chủ nghĩa quốc gia Ả Rập. Kuwait từng được coi là một phần lãnh thổ tự nhiên của Iraq và đã bị chủ nghĩa thực dân Anh tách ra. Việc sáp nhập Kuwait được miêu tả như là một bước trên con đường tiến tới một Liên hiệp Ả Rập rộng lớn hơn. Các lý do khác cũng được đưa ra. Hussein coi đó là một cách để khôi phục Đế chế Babylon theo cách khoa trương của những người Ả Rập theo chủ nghĩa quốc gia. Cuộc xâm chiếm cũng có quan hệ chặt chẽ với các sự kiện ở vùng Trung Đông. Phong trào Intifada lần thứ nhất của người Palestine đang ở cao trào, và hầu hết các nước Ả Rập, gồm cả Kuwait, Ả Rập Xê Út và Ai Cập, đang phải phụ thuộc vào các nước đồng minh phương Tây. Vì thế Saddam xuất hiện với vai trò là một chính khách Ả Rập đứng lên chống lại Israel và Hoa Kỳ.

## Các quan hệ Iraq-Hoa Kỳ trước cuộc chiến
Đối với Hoa Kỳ, Iran-Iraq có các mối quan hệ ổn định và Iraq từng là nước đứng đầu một liên minh với Liên bang Xô viết. Hoa Kỳ lo ngại tình trạng thù địch của Iraq với Israel và sự không tán thành những hành động hướng tới một nền hòa bình với các nước Ả Rập khác. Họ cũng buộc tội Iraq hỗ trợ cho nhiều nhóm chiến binh Ả Rập và Palestine như Abu Nidal, dẫn tới việc họ đưa nước này vào danh sách các quốc gia ủng hộ khủng bố ngày 29 tháng 12 năm 1979. Hoa Kỳ vẫn chính thức giữ thái độ trung lập khi Chiến tranh Iran-Iraq xảy ra, và trước đó họ từng bị bẽ mặt bởi cuộc khủng hoảng con tin Iran dài 444 ngày và hy vọng rằng Iran sẽ không thể thắng trong cuộc chiến. Tuy nhiên, vào tháng 3 năm 1982, Iran bắt đầu một cuộc phản công thắng lợi ("Chiến dịch thắng lợi không thể phủ nhận"). Trong một nỗ lực nhằm mở ra khả năng về những quan hệ có thể có với Iraq, Hoa Kỳ đã đưa nước này ra khỏi danh sách ủng hộ khủng bố. Bề ngoài việc này nhờ ở sự cải thiện các chính sách của Iraq, mặc dù cựu Trợ lý bộ trưởng Quốc phòng Hoa Kỳ Noel Koch sau này đã cho rằng "Không ai có nghi ngờ về việc [người Iraq] tiếp tục dính dáng tới chủ nghĩa khủng bố... Lý do thực sự là để giúp họ giành thắng lợi trong cuộc chiến với Iran."
Với thắng lợi mới đạt được của Iran trong cuộc chiến và việc họ từ chối một đề xuất hòa bình vào tháng 7, việc mua bán vũ khí từ các nước khác (nhiều nhất là Liên Xô, Pháp, Ai Cập, và bắt đầu từ năm đó là Trung Quốc) đã đạt tới đỉnh điểm năm 1982, nhưng một trở ngại vẫn còn chưa được giải quyết để có được bất kỳ một mối quan hệ tiềm năng nào giữa Mỹ-Iraq - Abu Nidal tiếp tục hoạt động với sự hỗ trợ chính thức của Baghdad. Khi nhóm này bị trục xuất sang Syria vào tháng 11 năm 1983, chính quyền Reagan đã cử Donald Rumsfeld làm phái viên đặc biệt sang Iraq nhằm thiết lập các mối quan hệ.
Vì sợ rằng nước Iran cách mạng sẽ đánh bại Iraq và xuất khẩu Cách mạng Hồi giáo của mình sang các nước Trung Đông khác, Hoa Kỳ bắt đầu viện trợ cho Iraq. Từ 1983 đến 1990, Chính phủ Hoa Kỳ đã phê chuẩn việc bán khoảng 200 triệu đô la Mỹ vũ khí cho Iraq, theo Viện hòa bình quốc tế Stockholm (SIPRI). Giá trị trên đạt chưa tới 1% tổng giá trị vũ khí được bán cho Iraq ở giai đoạn này, dù Hoa Kỳ cũng bán máy bay trực thăng, chỉ được thiết kế cho mục đích dân sự, và chúng nhanh chóng được quân đội Iraq đem ra sử dụng trong chiến tranh với Iran.
Một cuộc điều tra của Ủy ban tài chính Thượng nghị viện năm 1994 xác định rằng Bộ Thương mại Hoa Kỳ đã phê chuẩn, cho mục đích nghiên cứu, việc bán các tác nhân sinh học đa tác dụng cho Iraq hồi giữa thập niên 1980, gồm cả khuẩn bệnh than (anthrax), sau này bị Lầu Năm Góc coi là một nhân tố quan trọng trong chương trình vũ khí sinh học của Iraq, cũng như Clostridium botulinum, Histoplasma capsulatum, Brucella melitensis và Clostridium perfringens. Báo cáo của Ủy ban cho rằng mỗi tác nhân trên đều đã bị "nhiều nước coi là có mục đích sử dụng trong chiến tranh". Các tài liệu được giải mật của chính phủ Mỹ cho thấy chính phủ đã xác nhận rằng Iraq đã sử dụng các vũ khí hoá học "hầu như hàng ngày" trong cuộc xung đột Iran-Iraq ngay từ năm 1983. Chủ tịch Ủy ban thượng nghị viện, Don Riegle, đã nói: "Nhánh hành pháp của chính phủ chúng ta đã phê chuẩn 771 giấy phép xuất khẩu khác nhau cho việc bán các kỹ thuật đa ứng dụng cho Iraq. Tôi cho rằng đó là một kỷ lục kinh khủng" Lưu trữ ngày 16 tháng 5 năm 2008 tại Wayback Machine. Có rất ít bằng chứng cho thấy Iraq từng sử dụng các loại vũ khí sinh học trong chiến tranh và không một tác nhân sinh học nào trong bản báo cáo trên có liên quan tới các vũ khí hoá học.
Chủ yếu chính phủ Hoa Kỳ cung cấp viện trợ kinh tế cho Iraq. Cuộc chiến của Iraq với Iran và sự suy sụp trong sản xuất và buôn bán dầu mỏ của họ - hậu quả của cuộc chiến đó, đã khiến Iraq rơi vào tình trạng nợ nần chồng chất. Viện trợ kinh tế của chính phủ Mỹ cho phép Hussein tiếp tục sử dụng các nguồn tài nguyên khác của đất nước cho chiến tranh. Từ giữa năm 1983 và 1990, Iraq đã nhận được 5 tỷ dollar tín dụng từ chương trình của Commodity Credit Corporation một tổ chức thuộc Bộ Nông nghiệp Hoa Kỳ, bắt đầu ở mức 400 triệu đô la một năm năm 1983 và tăng tới hơn 1 tỷ một năm năm 1988 và 1989, cuối cùng kết thúc với khoản tiền 500 triệu năm 1990. Bên cạnh các khoản tín dụng nông nghiệp, Hoa Kỳ cũng cung cấp cho Hussein các khoản vay khác. Năm 1985 Ngân hàng xuất nhập khẩu Hoa Kỳ cấp hơn 684 triệu dollar tín dụng cho Iraq để xây dựng đường ống dẫn dầu qua Jordan và việc xây dựng được thực hiện bởi Bechtel Corporation có trụ sở tại California .
Tuy nhiên, sau chiến tranh đã có nhiều hành động bên trong Hạ nghị viện Hoa Kỳ nhằm cô lập Iraq về ngoại giao và kinh tế do những lo ngại về những sự vi phạm nhân quyền, sự tăng cường quân sự và sự thù địch của Iraq đối với Israel. Đặc biệt, năm 1988 Thượng nghị viện thống nhất thông qua "Điều luật ngăn chặn diệt chủng năm 1988", áp đặt trừng phạt lên Iraq.
Những hành động đó bị nhiều thành viên Hạ viện phản đối dù một số quan chức Hoa Kỳ như chủ tịch uỷ ban thành lập chính sách của Bộ ngoại giao và trợ lý bộ trưởng về các vấn đề Đông Á Paul Wolfowitz không nhất trí với việc ngừng cung cấp viện trợ cho chính quyền Iraq.
Quan hệ giữa Iraq và Hoa Kỳ tiếp tục không bị cản trở gì cho tới khi Iraq tấn công xâm chiến Kuwait. Ngày 2 tháng 10 năm 1989, Tổng thống George H. W. Bush ký một chỉ thị mật số 26 về an ninh quốc gia, bắt đầu bằng, "Việc tiếp cận tới nguồn dầu mỏ ở Vịnh Péc xích và an ninh của các quốc gia đồng minh chủ chốt trong vùng là vấn đề sống còn đối với an ninh Hoa Kỳ." Đối với Iraq, chỉ thị này cho rằng "Những quan hệ bình thường giữa Hoa Kỳ và Iraq sẽ phục vụ cho những lợi ích lâu dài và thúc đẩy sự ổn định ở cả Vịnh Péc xích và Trung Đông."
Cuối tháng 7 năm 1990, khi những cuộc thương lượng giữa Iraq và Kuwait sa lầy, Quân đội Iraq tập trung tới vùng biên giới với Kuwait và triệu tập Đại sứ Hoa Kỳ April Glaspie tới một cuộc gặp bất ngờ với Tổng thống Iraq Saddam Hussein. Hai văn bản về cuộc gặp đó đã được thảo ra, cả hai rất trái ngược nhau. Theo những văn bản đó, Saddam phác ra những bất bình của mình đối với Kuwait, trong khi hứa hẹn rằng ông sẽ không xâm chiếm Kuwait trước khi tiếp diễn những cuộc đàm phán thẳng thắn khác. Ở văn bản do báo The New York Times đưa ra ngày 23 tháng 9 năm 1990, Glaspie bày tỏ lo ngại về việc tăng cường quân sự, nhưng nói:
Chúng tôi không có ý kiến về những cuộc xung đột Ả Rập-Ả Rập, như việc tranh chấp biên giới giữa Iraq và Kuwait. Tôi đã làm việc tại Đại sứ quán Hoa Kỳ tại Kuwait vào cuối những năm 1960. Lúc ấy chúng tôi được chỉ thị rằng chúng tôi không được bày tỏ ý kiến về vấn đề đó và rằng vấn đề đó không liên quan tới nước Mỹ. James Baker đã chỉ thị cho người phát ngôn chính thức của chúng tôi phải nhấn mạnh điều đó. Chúng tôi hy vọng rằng Iraq có thể giải quyết vấn đề bằng cách sử dụng mọi biện pháp thích hợp thông qua [Chadli] Klibi khi ấy là Tổng thư ký Liên đoàn Ả Rập hay qua Tổng thống Mubarak. Tất cả những điều chúng tôi hy vọng là những vấn đề này sẽ được giải quyết nhanh chóng.
Một số người đã cho rằng những lời bình luận trên theo ngôn ngữ ngoại giao thực tế là sự "bật đèn xanh" của Mỹ cho cuộc xâm chiếm. Dù bộ ngoại giao không xác nhận (hay phủ nhận) tính xác thực của những văn bản đó, những nguồn tin tại Hoa Kỳ cho rằng Glaspie đã giải quyết mọi vấn đề "theo chỉ đạo" (phù hợp với tính trung lập chính thức của Hoa Kỳ về vấn đề Iraq-Kuwait) và không bật đèn xanh cho Tổng thống Iraq Saddam Hussein về việc bất chấp thái độ của Liên đoàn Ả Rập, khi ấy đã tổ chức các cuộc thương lượng. Nhiều người tin rằng những trù tính của Saddam đã bị ảnh hưởng bởi việc nhận thức được rằng Hoa Kỳ không quan tâm tới vấn đề, vì thế bản ghi chép của Glaspie chỉ đơn giản là một thứ làm ví dụ và rằng có thể ông ta (Saddam) cũng cảm thấy thế một phần vì Hoa Kỳ ủng hộ sự thống nhất nước Đức, một hành động khác mà ông cho rằng chẳng mang ý nghĩa gì hơn sự hủy bỏ một biên giới nhân tạo ở bên trong. Những người khác, như Kenneth Pollack, tin rằng Sadddam không hề có ảo tưởng đó, hay rằng ông đơn giản đã đánh giá thấp khả năng sử dụng quân sự của Hoa Kỳ.

Bìa tạp chí TIME ngày 28 tháng 1 năm 1991

Tháng 11 năm 1989, giám đốc CIA William Webster gặp gỡ lãnh đạo cơ quan an ninh Kuwait, Thiếu tướng Fahd Ahmed Al-Fahd. Sau khi Iraq xâm chiếm Kuwait, Iraq tuyên bố đã tìm thấy một bản ghi nhớ liên quan tới cuộc trao đổi giữa họ. Tờ The Washington Post đã thông báo rằng Bộ trưởng Ngoại giao Kuwait đã ngất xỉu khi trông thấy tài liệu này trong một cuộc họp thượng đỉnh Ả Rập vào tháng 8. Sau này, Iraq cho rằng bản ghi nhớ này là bằng chứng về một âm mưu của CIA và Kuwait nhằm làm mất ổn định kinh tế và chính trị Iraq. CIA và Kuwait đã miêu tả cuộc gặp gỡ này là một cuộc gặp thông thường và bản ghi nhớ chỉ là một sự giả mạo. Một phần của văn bản đó như sau:
Chúng tôi đồng ý với phía Mỹ rằng điều quan trọng là cần phải làm cho tình trạng kinh tế ở Iraq xấu đi nữa nhằm tạo áp lực lên chính phủ nước này để vạch ra biên giới chung của chúng tôi. CIA đã trao cho chúng tôi quan điểm của họ về các biện pháp gây áp lực, cho rằng cần phải có một sự hợp tác rộng rãi giữa chúng ta về điều kiện theo đó các hành động như vậy sẽ được phối hợp ở một mức cao hơn.

## Tóm tắt sự kiện
- Ngày 2 tháng 8 năm 1990: Quân đội Iraq tiến vào Kuwait. Hội đồng Bảo an LHQ lên án cuộc xâm lược của Iraq và đòi rút ngay lập tức và không điều kiện các lực lượng của Iraq ra khỏi Kuwait.
- Ngày 6 tháng 8 năm 1990: Hội đồng bảo an LHQ kêu gọi các nước thành viên LHQ ngừng buôn bán với Iraq để buộc Iraq phải rút quân khỏi Kuwait.
- Ngày 8 tháng 8 năm 1990: Iraq tuyên bố sáp nhập Kuwait vào Iraq. Tổng thống Mỹ Bush nói các lực lượng chiến đấu đang được triển khai như một bộ phận của các lực lượng đa quốc gia để bảo vệ Ả Rập Xê Út.
- Ngày 12 tháng 8 năm 1990: Tổng thống Iraq Saddam Hussein công bố đề nghị hòa bình gắn việc rút quân đội Iraq với việc rút các lực lượng Israel ra khỏi bờ tây sông Jordan và Dải Gaza và vấn đề Palestine.
- Ngày 18 tháng 8 năm 1990: Iraq tuyên bố bắt giữ tất cả người nước ngoài. Hội đồng bảo an LHQ kêu gọi trả tự do không điều kiện cho những người nước ngoài.
- Ngày 9 tháng 9 năm 1990: Tổng thống Mỹ Bush và tổng thống Liên Xô Gorbachyov kêu gọi rút hoàn toàn và không điều kiện các lực lượng của Iraq ra khỏi Kuwait.
- Ngày 8 tháng 11 năm 1990: Mỹ quyết định gửi thêm 200.000 quân sang Ả Rập Xê Út.
- Ngày 29 tháng 11 năm 1990: Hội đồng bảo an LHQ cho phép sử dụng tất cả những biện pháp can thiệp nếu Iraq không chịu rút quân ra khỏi Kuwait vào ngày 15 tháng 1 năm 1991.
- Ngày 6 tháng 12 năm 1990: Iraq tuyên bố trả lại tự do cho các con tin người nước ngoài.
- Ngày 9 tháng 1 năm 1991: Ngoại trưởng Mỹ J Baker và ngoại trưởng Iraq Tareq Aziz gặp nhau tại Genève, Thụy Sĩ nhưng không phá vỡ được bế tắc.
- Ngày 13 tháng 1 năm 1991: Tổng thư ký LHQ Javier Pérez de Cuéllar gặp Hussein ở Bagdad nhưng không đạt được tiến bộ cho một giải pháp hòa bình.
- Ngày 15 tháng 1 năm 1991: Nghị quyết của hội đồng bảo an LHQ đề ra thời hạn cuối cùng cho việc Iraq rút khỏi Kuwait.
- Ngày 17 tháng 1 năm 1991: Các lực lượng đa quốc gia bắt đầu mở các cuộc tiến công chống quân đội Iraq chiếm đóng Kuwait.
- Ngày 18 tháng 1 năm 1991: Iraq bắt đầu các cuộc tiến công bằng tên lửa Scud vào Israel và Ả Rập Xê Út.
- Ngày 23 tháng 1 năm 1991: Liên quân Anh-Mỹ bắt đầu tiến hành các cuộc tuần tra tầm xa vào lãnh thổ Iraq nhằm phá hủy các hệ thống tên lửa Scud của Iraq. Một trong số đó là cuộc tuần tra Bravo Two Zero.
- Ngày 25 tháng 1 năm 1991: Hoa Kỳ nói Iraq đang xả dầu thô vào Vùng Vịnh.
- Ngày 30 tháng 1 năm 1991: Lực lượng Iraq và đa quốc gia tiến hành cuộc chiến đấu trên bộ ở thành phố Kháp-gi biên giới Ả Rập Xê Út
- Ngày 13 tháng 2 năm 1991: Nhiều dân thường chết trong cuộc oanh kích của không quân Hoa Kỳ vào một hầm trú ẩn ở Basra
- Ngày 15 tháng 2 năm 1991: Iraq thông báo sẵn sàng rút khỏi Kuwait nhưng lại gắn với việc đòi Israel cũng phải rút khỏi những vùng lãnh thổ đã chiếm đóng của các nước Ả Rập.
- Ngày 21 tháng 2 năm 1991: Tổng thống Saddam Hussein kêu gọi các lực lượng vũ trang và quân đội Iraq chiến đấu tới cùng chống các lực lượng liên minh.
- Ngày 22 tháng 2 năm 1991: Liên Xô và Iraq thỏa thuận về đề nghị hòa bình do Liên Xô đưa ra nhưng Hoa Kỳ bác bỏ đề nghị đó và đòi Iraq phải rút quân vào trưa ngày 23 tháng 2 năm 1991.
- Ngày 24 tháng 2 năm 1991: Liên minh do Hoa Kỳ đứng đầu mở cuộc tiến công trên bộ.
- Ngày 25 tháng 2 năm 1991: Iraq bắn tên lửa vào các doanh trại Quân đội Hoa Kỳ làm chết 28 lính và bị thương nhiều binh sĩ khác.
- Ngày 26 tháng 2 năm 1991: Iraq tuyên bố quân đội sẽ rút khỏi Kuwait vào cuối ngày 26 tháng 2 năm 1991.
- Ngày 27 tháng 2 năm 1991: Hoa Kỳ tuyên bố Kuwait được giải phóng sau gần 7 tháng bị Iraq chiếm đóng và tuyên bố ngừng các cuộc tiến công của đồng minh, bắt đầu có hiệu lực từ 5 giờ GMT ngày 28 tháng 2 năm 1991. Iraq chấp nhận toàn bộ 12 nghị quyết của Hội đồng Bảo an LHQ.
- Ngày 28 tháng 2 năm 1991: Chiến tranh chấm dứt sau khi tổng thống Saddam Hussein ra lệnh ngừng chiến đấu.

## Xâm chiếm Kuwait
Rạng sáng ngày 2 tháng 8 năm 1990, quân đội Iraq vượt biên giới Kuwait với bộ binh và xe bọc thép, chiếm các vị trí chiến lược trên toàn bộ Kuwait, gồm cả cung điện Emir. Quân đội Kuwait nhanh chóng bị áp đảo, dù họ cũng kìm chân địch đủ thời gian cho Không quân Kuwait bay sang trốn ở Ả Rập Xê Út. Trận đánh dữ dội nhất diễn ra tại Cung Emir, nơi các lực lượng bảo vệ hoàng gia chiến đấu bọc hậu cho gia đình hoàng gia tẩu thoát. Anh (Em) của Emir, là người chỉ huy đội quân đó, nằm trong số người thiệt mạng. Quân đội Iraq cướp bóc các kho thực phẩm và thuốc men dự trữ, giam giữ hàng nghìn dân thường và chiếm quyền kiểm soát đài phát thanh. Đã có nhiều báo cáo về các vụ sát hại, những hành động tàn bạo và những vụ hãm hiếp của quân đội Iraq với thường dân Kuwait. Tuy nhiên, Iraq đã giam giữ hàng nghìn người phương Tây làm con tin và sau đó tìm cách đem họ ra làm vật trao đổi. Sau một khi lập nên chính phủ bù nhìn do Alaa Hussein Ali lãnh đạo một thời gian ngắn, Iraq sáp nhập Kuwait. Sau đó Hussein lập ra một thống đốc tỉnh mới này của Iraq, gọi đó là "sự giải phóng" khỏi chế độ Emir của Kuwait, đây chỉ là một biện pháp tuyên truyền trong chiến tranh.

## Ngoại giao
Chỉ vài giờ sau cuộc tấn công đầu tiên, các phái đoàn Kuwait và Hoa Kỳ đã yêu cầu Hội đồng Bảo an Liên Hợp Quốc nhóm họp, thông qua Nghị quyết 660, lên án cuộc xâm lược và yêu cầu Iraq rút quân. Ngày 3 tháng 8, Liên đoàn Ả Rập thông qua nghị quyết của riêng mình lên án cuộc xâm lược và đòi Iraq rút quân. Nghị quyết của Liên đoàn Ả Rập cũng kêu gọi tìm ra một giải pháp cho cuộc xung đột từ bên trong Liên đoàn Ả Rập, và cảnh báo chống lại sự can thiệp từ bên ngoài. Ngày 6 tháng 8, Hội đồng Bảo an thông qua Nghị quyết 661, áp đặt trừng phạt kinh tế lên Iraq.
Quyết định của phương Tây nhằm đẩy lùi cuộc xâm lược của Iraq thực chất có mục đích chính là để ngăn Iraq xâm lược Ả Rập Xê Út, một nước có tầm quan trọng hơn rất nhiều so với Kuwait, như việc Iraq đã làm với Kuwait. Thắng lợi nhanh chóng của quân đội Iraq trước Kuwait khiến quân đội Iraq đã tiến đến rất gần các giếng dầu ở Hama, là nguồn tài nguyên giá trị nhất của Ả Rập Xê Út. Việc Iraq kiểm soát được các giếng dầu đó cũng như những nguồn tài nguyên dầu lửa của Iraq và Kuwait sẽ làm cho họ nắm được một phần quan trọng tài nguyên dầu lửa thế giới, chỉ đứng sau chính Ả Rập Xê Út. Đặc biệt, Hoa Kỳ, châu Âu và Nhật Bản coi một sự độc quyền tiềm tàng như vậy là rất nguy hiểm. Về mặt địa lý, Ả Rập Xê Út là một nước lớn với các khu vực dân cư nằm phân tán và sẽ rất khó khăn để động viên binh lính nhằm chống lại các đội quân Iraq đang được triển khai ở phía nam Kuwait. Rất có khả năng là Iraq sẽ chiếm quyền kiểm soát các giếng dầu ở phía đông nhưng lại khó đoán được khi nào họ sẽ tấn công vào Riyadh, thủ đô của Ả Rập Xê Út. Các sư đoàn thiết giáp Iraq cũng sẽ phải đối mặt với những khó khăn tương tự như khó khăn mà các lực lượng Ả Rập Xê Út được triển khai tới bảo vệ các giếng dầu gặp phải, vì họ cùng phải vượt qua một sa mạc rộng lớn với điều kiện khí hậu khắc nghiệt. Việc này, nếu đã xảy ra, sẽ phải xảy ra dưới bom của không lực Ả Rập Xê Út, phần hiện đại hóa nhất của quân đội Ả Rập Xê Út.
Iraq có một số bất mãn với Ả Rập Xê Út. Mối lo về những khoản nợ nảy sinh từ thời Chiến tranh Iran - Iraq là rất lớn vì Iraq nợ Ả Rập Xê Út tới khoảng 26 tỷ đô la Mỹ. Biên giới sa mạc dài giữa hai nước cũng chưa được phân chia rõ ràng. Ngay sau khi có được chiến thắng ở Kuwait, Xát-đam bắt đầu dùng những lời phát biểu để công kích vương triều Ả Rập Xê Út. Ông cho rằng vương triều do Mỹ hậu thuẫn đó là kẻ trông coi bất hợp pháp của những thành phố linh thiêng như Mecca và Medina. Xát-đam gộp cả ngôn ngữ của những nhóm Hồi giáo đang chiến đấu ở Afghanistan thời đó với kiểu phát biểu khoa trương mà Iran từ lâu đã sử dụng để tấn công Ả Rập Xê Út. Việc đưa thêm dòng chữ Allahu Akbar (Thánh Ala vĩ đại) vào lá cờ Iraq và những hình ảnh Xát-đam đang cầu nguyện ở Kuwait được coi là một phần của kế hoạch lôi kéo sự ủng hộ từ Nhóm huynh đệ Hồi giáo và chia rẽ nhóm Hồi giáo Mu-gia-hít-đin với Ả Rập Xê Út. Khi quân đội phương tây bắt đầu kéo đến nước này, những cuộc tấn công tuyên truyền đó còn leo thang lên mức cao hơn nữa.

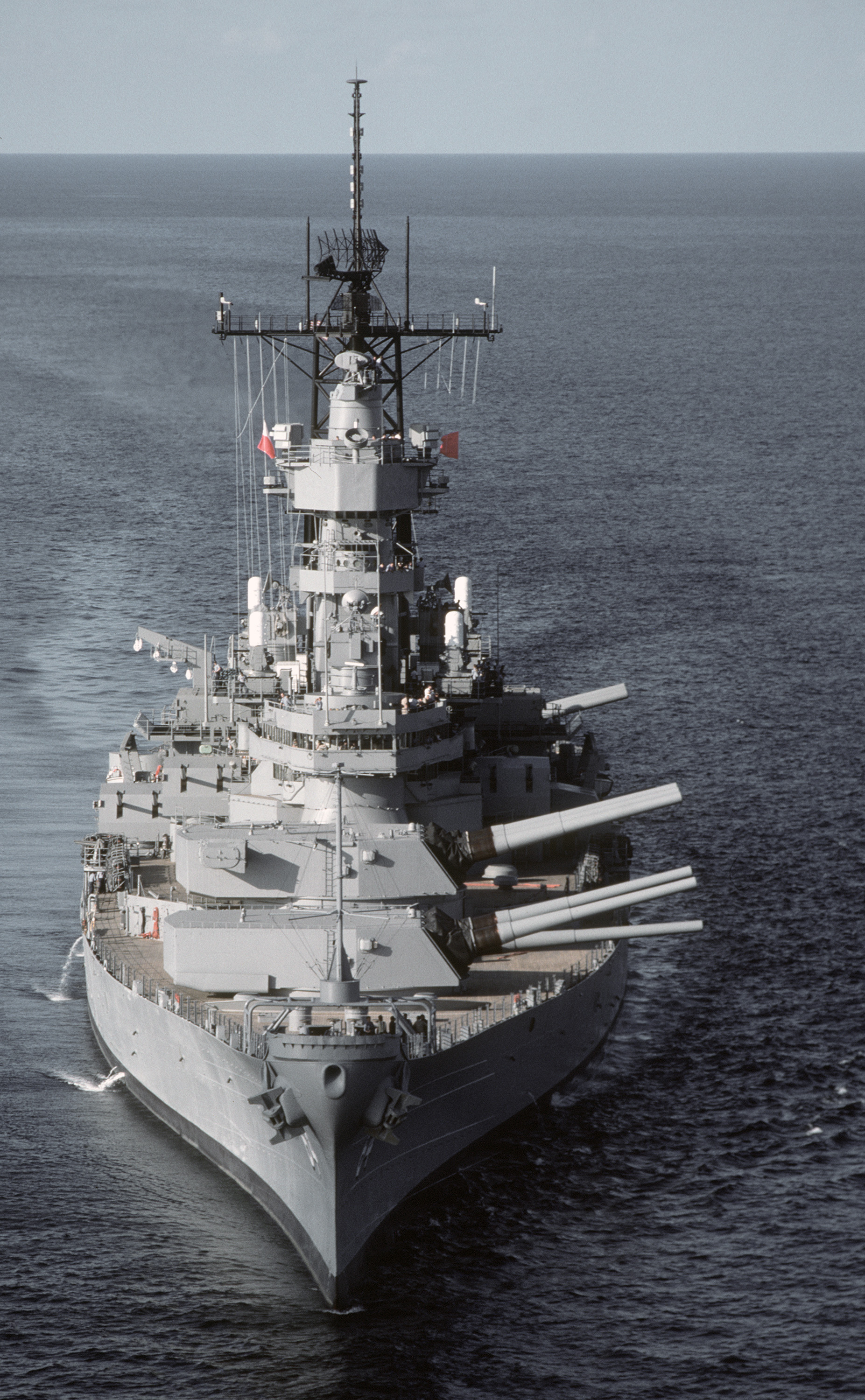
Thiết giáp hạm USS Wisconsin, một trong nhiều chiến hạm được triển khai trong chiến dịch Lá chắn sa mạc

Tổng thống George H. W. Bush nhanh chóng thông báo rằng Hoa Kỳ sẽ tung ra một chiến dịch "bảo vệ toàn diện" nhằm ngăn chặn Iraq tấn công Ả Rập Xê Út – "Chiến dịch Lá chắn sa mạc" – và quân đội Hoa Kỳ được chuyển tới Ả Rập Xê Út ngày 7 tháng 8. Ngày 8 tháng 8, Iraq tuyên bố một số phần lãnh thổ Kuwait sẽ bị sáp nhập vào quận Basra và phần còn lại trở thành tỉnh thứ 19 của Iraq.
Hải quân Hoa Kỳ huy động hai nhóm tàu chiến, USS Dwight D. Eisenhower và USS Independence tới khu vực, và họ đã ở tình trạng sẵn sàng vào ngày 8 tháng 8. Cũng trong ngày hôm đó, 48 chiếc F-15 thuộc Không lực Hoa Kỳ từ 1st Fighter Wing tại Căn cứ không quân Langley, Virginia, đã hạ cánh xuống Ả Rập Xê Út và ngay lập tức bắt đầu tiến hành tuần tra trên những vùng không phận biên giới Ả Rập Xê Út và Iraq nhằm ngăn chặn đà tiến của quân đội Iraq. Hoa Kỳ cũng gửi những thiết giáp hạm USS Missouri và USS Wisconsin vào trong vùng, sau này chúng sẽ là những tàu chiến cuối cùng tham gia tích cực vào cuộc chiến. Việc huy động quân sự tiếp tục diễn ra, cuối cùng đã lên tới 500.000 quân. Những nhà phân tích quân sự nhất trí rằng tới tháng 10, quân đội Mỹ trong vùng chưa đủ sức để ngăn chặn cuộc tấn công (nếu có) của Iraq vào Ả Rập Xê Út.
Cùng lúc ấy hàng loạt những nghị quyết của Hội đồng bảo an và Liên đoàn Ả Rập được đưa ra về cuộc xung đột. Một trong những nghị quyết quan trọng nhất là Nghị quyết 678 của Liên Hợp Quốc, thông qua ngày 29 tháng 11, trao cho Iraq hạn chót để rút quân là ngày 15 tháng 1 năm 1991, và cho phép sử dụng "mọi biện pháp cần thiết để duy trì và thực hiện Nghị quyết 660", một công thức ngoại giao có nghĩa là cho phép sử dụng vũ lực.
Hoa Kỳ, đặc biệt là Ngoại trưởng James Baker, tập hợp các lực lượng đồng minh chống lại Iraq, gồm lực lượng từ 34 nước: Afghanistan, Argentina, Úc, Bahrain, Bangladesh, Canada, Tiệp Khắc, Đan Mạch, Ai Cập, Pháp, Đức, Hy Lạp, Hungary, Honduras, Ý, Kuwait, Maroc, Hà Lan, New Zealand, Niger, Na Uy, Oman, Pakistan, Ba Lan, Bồ Đào Nha, Qatar, Ả Rập Xê Út, Sénégal, Hàn Quốc, Tây Ban Nha, Syria, Thổ Nhĩ Kỳ, Các Tiểu vương quốc Ả Rập Thống nhất, Anh và chính Hoa Kỳ. Quân đội Mỹ chiếm 74% trong số 660.000 lính trước chiến tranh. Nhiều lực lượng đồng minh bất đắc dĩ phải tham gia; một số cảm thấy rằng cuộc chiến là công việc nội bộ của Ả Rập, hay lo ngại sự tăng cường ảnh hưởng của Mỹ ở Kuwait. Cuối cùng, nhiều nước đã bị thuyết phục khi chứng khiến sự hiếu chiến của Iraq đối với các nước Ả Rập khác, và khi được hứa hẹn viện trợ kinh tế cũng như giảm nợ.

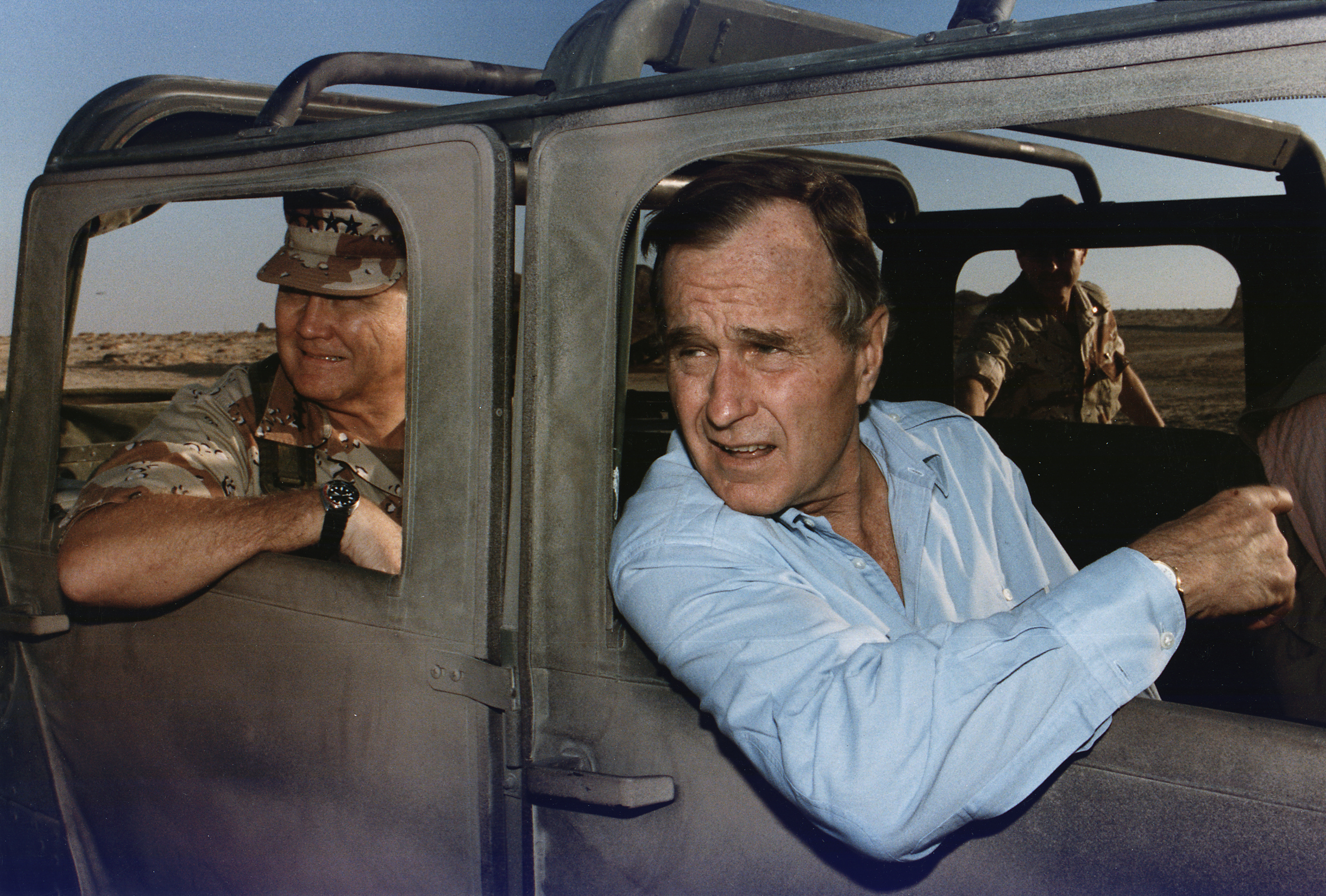
H. Norman Schwarzkopf, Jr. và Tổng thống George H. W. Bush thăm quân đội Hoa Kỳ tại Ả Rập Xê Út trong ngày lễ Tạ ơn năm 1990

Hoa Kỳ đưa ra nhiều lý do biện minh cho việc dính líu vào cuộc xung đột. Lý lẽ đầu tiên là tầm quan trọng của mối quan hệ liên minh lâu dài với Ả Rập Xê Út. Tuy nhiên, một số người Mỹ không bằng lòng với cách giải thích đó và khẩu hiệu "Không đổi máu lấy dầu" đã trở thành tiếng kêu thường thấy nhất trong các cuộc biểu tình phản đối từ bên trong nước Mỹ, dù chúng không bao giờ đạt tới tầm cao như phong trào phản chiến trong chiến tranh Việt Nam. Lý do tiếp sau cho cuộc chiến là lịch sử vi phạm nhân quyền của Iraq dưới chế độ Tổng thống Saddam Hussein, nguy cơ Iraq có thể phát triển vũ khí hạt nhân hay vũ khí hủy diệt hàng loạt và rằng "sự gây hấn lộ liễu sẽ không có chỗ đứng" (naked aggression will not stand).
Dù những vụ vi phạm nhân quyền của chính quyền Iraq trước và sau khi xâm chiếm Kuwait được ghi chép rất nhiều, chính phủ Kuwait đã bị ảnh hưởng từ quan điểm của Hoa Kỳ trong một số vấn đề. Ngay sau khi Iraq chiếm Kuwait, tổ chức các công dân cho một nước Kuwait tự do đã được thành lập ở Mỹ. Nó thuê công ty quan hệ công chúng Hill and Knowlton với giá 11 triệu dollar do chính phủ Kuwait cung cấp. Công ty này bắt đầu tạo ra một chiến dịch miêu tả các binh sĩ Iraq là đã lôi những đứa trẻ ra khỏi lồng ấp trong các bệnh viện Kuwait và để chúng chết dưới sàn. Tuy nhiên, một năm sau luận điệu này đã bị khám phá ra là giả dối. Người đã làm chứng cho việc đó hoá ra là một thành viên của Gia đình hoàng gia Kuwait sống tại Paris khi xảy ra chiến tranh, và vì thế không thể có mặt ở Iraq vào thời điểm xảy ra cái gọi là tội ác. (Xem Nurse Nayirah.)
Nhiều sáng kiến hòa bình đã được đưa ra nhưng không được chấp nhận. Hoa Kỳ nhấn mạnh rằng những giải pháp duy nhất có thể chấp nhận được để có hòa bình toàn diện với Iraq, là việc rút quân không điều kiện ra khỏi Kuwait. Iraq nhấn mạnh rằng việc rút quân khỏi Kuwait phải được "gắn liền với" sự rút quân đồng thời của quân đội Syria ra khỏi Liban và quân đội Israel ra khỏi Bờ Tây, Dải Gaza, Cao nguyên Golan, và Nam Liban. Maroc và Jordan đã bị thuyết phục bởi đề xuất này, nhưng Syria, Israel và liên minh chống Iraq phản đối rằng không hề có một mối liên hệ nào giữa những việc trên với vấn đề Kuwait. Syria đã tham gia vào liên quân chống lại Saddam nhưng Israel vẫn chính thức giữ thái độ trung lập dù đã có những cuộc tấn công tên lửa vào thường dân Israel. Chính quyền Bush đã thuyết phục Israel đứng ngoài cuộc chiến với những hứa hẹn về việc tăng cường viện trợ, trong khi Tổ chức Giải phóng Palestine dưới quyền lãnh đạo của Yasser Arafat hoàn toàn ủng hộ Saddam Hussein, sau này dẫn tới một sự tuyệt giao trong quan hệ giữa Palestine-Kuwait, dẫn tới sự trục xuất nhiều người Palestine ra khỏi Kuwait.
Ngày 12 tháng 1 năm 1991 Hạ viện Hoa Kỳ cho phép sử dụng sức mạnh quân sự để trục xuất quân Iraq ra khỏi Kuwait. Ngay sau đó, các nước đồng minh khác cũng làm điều tương tự.

## Chiến dịch không quân

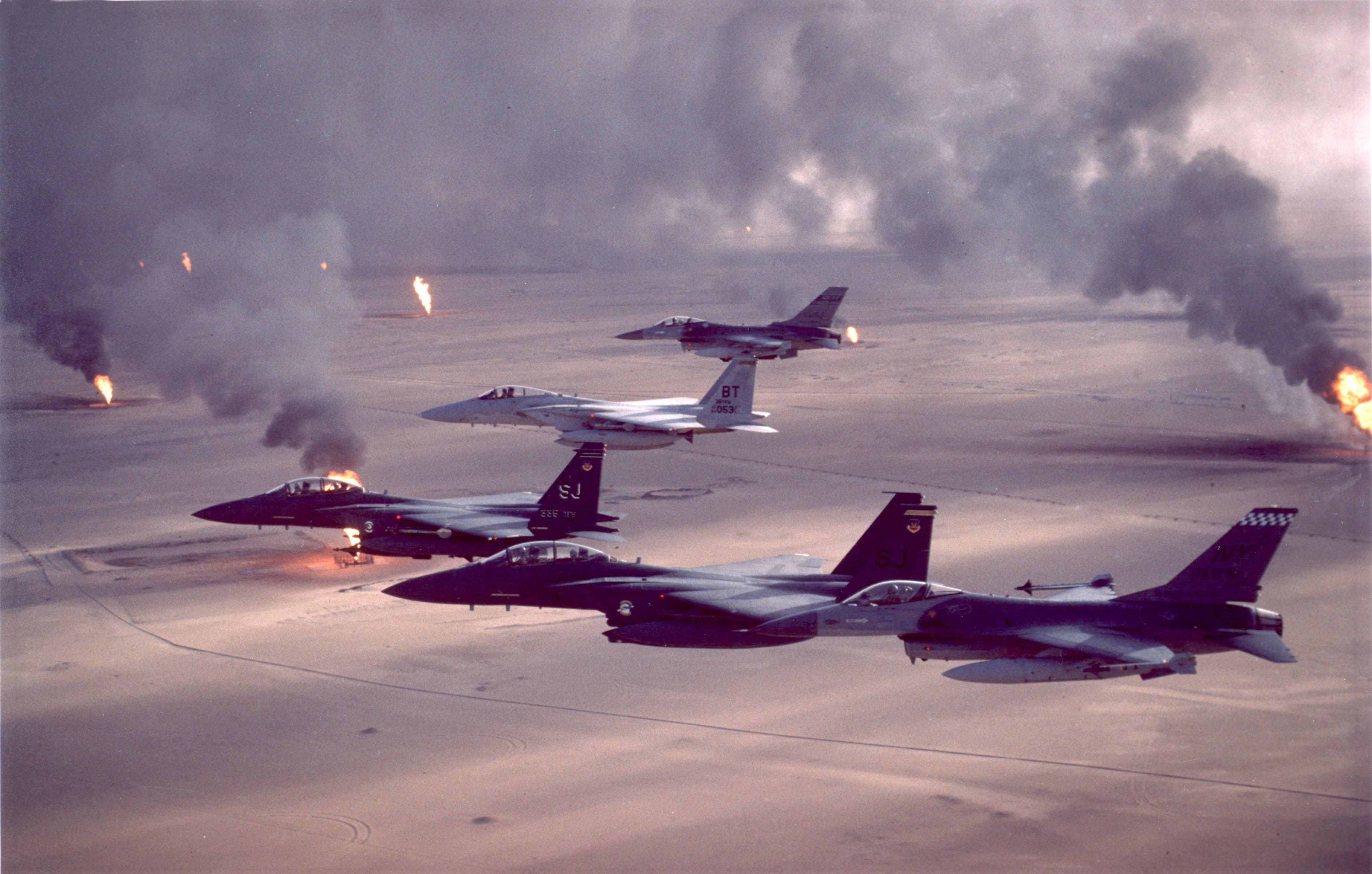
Máy bay chiến đấu USAF F-16A, F-15C, F-15E bay trên các giếng dầu đang cháy (do các lực lượng Iraq đốt) trong chiến dịch Bão táp sa mạc

Một ngày sau thời hạn chót do Nghị quyết của Liên Hợp Quốc đặt ra, liên minh tung ra một cuộc tấn công không quân ồ ạt với mật danh "Chiến dịch bão táp sa mạc" với hơn 1.000 lần xuất kích một ngày, bắt đầu từ sáng sớm ngày 17 tháng 1 năm 1991. Năm tiếng đồng hồ sau những cuộc tấn công đầu tiên, đài phát thanh quốc gia Bagdad phát đi một giọng nói được xác định là của Saddam Hussein tuyên bố rằng "Cuộc chiến vĩ đại, cuộc chiến của mọi cuộc chiến đã bắt đầu. Bình minh thắng lợi đã rất gần khi cuộc thử thách cuối cùng đã đến."
Những vũ khí được sử dụng trong chiến dịch này gồm các vũ khí dẫn đường chính xác (hay "bom thông minh"), bom bầy, BLU-82 "daisy cutters" và tên lửa hành trình. Iraq trả lời bằng cách phóng 8 tên lửa Scud vào Israel ngày hôm sau. Mục tiêu ưu tiên hàng đầu của liên minh là phá hủy các cơ sở không quân và phòng không của Iraq. Nhiệm vụ này được nhanh chóng hoàn thành và trong suốt thời gian xảy ra cuộc chiến, không quân liên minh hầu như không gặp phải trở ngại nào khi hoạt động. Dù khả năng phòng không của Iraq tốt hơn so với dự đoán, liên minh chỉ thiệt hại một máy bay trong ngày mở màn chiến tranh. Máy bay tàng hình đã được sử dụng nhiều trong giai đoạn đầu tiên này nhằm tránh các hệ thống tên lửa đất đối không SAM dày đặc của Iraq; khi đã phá hủy xong những hệ thống đó, các kiểu máy bay khác có thể được đem ra sử dụng với độ an toàn cao hơn. Đa số các phi vụ tấn công xuất phát từ Ả Rập Xê Út và sáu nhóm tàu sân bay của liên minh ở Vịnh Péc-xích.

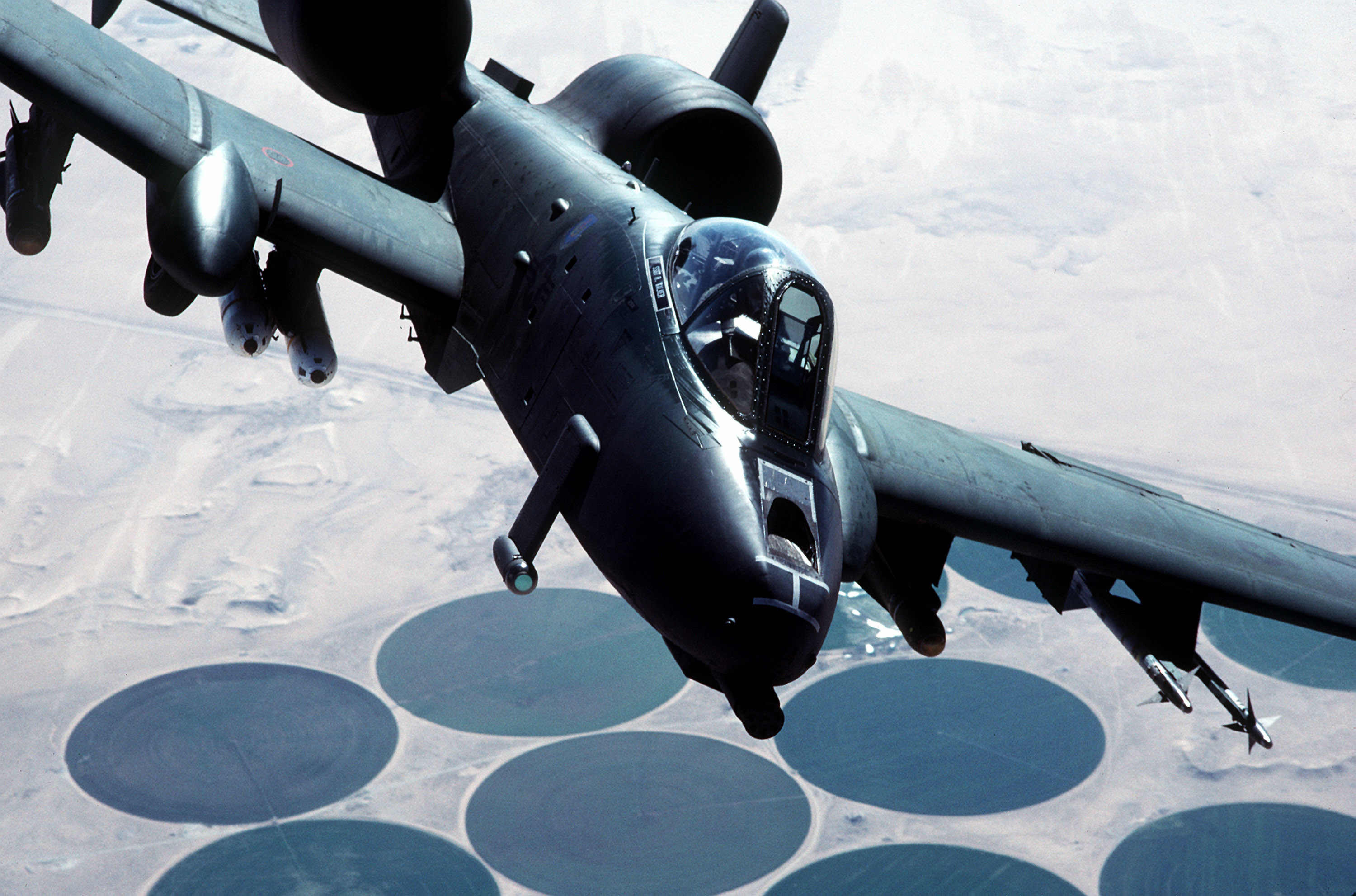
Máy bay A-10A Thunderbolt II tấn công mục tiêu mặt đất thuộc Không lực Hoa Kỳ bay trên vùng mục tiêu trong chiến dịch Bão táp sa mạc

Các mục tiêu tiếp theo của liên quân là các sở chỉ huy và thông tin. Những nhà lập kế hoạch bên phía liên quân hy vọng sự kháng cự của Iraq sẽ nhanh chóng sụp đổ nếu hệ thống chỉ huy và liên lạc của họ bị phá hủy. Trong tuần đầu tiên của chiến dịch không quân Iraq ít khi xuất kích và cũng không gây thiệt hại gì đáng kể, 38 máy bay MiG của Iraq đã bị không quân liên quân bắn hạ. Ngay sau đó, không quân Iraq bắt đầu chạy trốn sang Iran, với khoảng 115 tới 140 chiếc. Cuộc bỏ chạy ồ ạt của không quân Iraq sang Iran khiến các lực lượng liên quân rất kinh ngạc và không kịp phản ứng gì trước khi các máy bay Iraq đã "an toàn" tại các sân bay Iran. Iran không bao giờ trả lại các máy bay đó cho Iraq và chỉ cho phép các phi công trở về nước vào năm sau. Ngày 23 tháng 1, Iraq bắt đầu đổ gần 1 triệu tấn dầu thô xuống vịnh, gây ra vụ tràn dầu lớn nhất trong lịch sử.
Giai đoạn thứ ba và là lớn nhất của chiến dịch không quân nhắm tới các mục tiêu quân sự trên khắp Iraq và Kuwait: các bệ phóng tên lửa Scud, các địa điểm vũ khí hủy diệt hàng loạt, những cơ sở nghiên cứu vũ khí và các lực lượng hải quân. Khoảng một phần ba không lực liên quân được dành riêng để tấn công các bệ phóng tên lửa Scud, nằm trên các xe tải và do đó rất khó tìm kiếm để tiêu diệt. Ngoài ra, họ cũng nhắm vào các mục tiêu có thể sử dụng được cho cả mục đích dân sự và quân sự: các nhà máy điện, các lò phản ứng hạt nhân, các thiết bị thông tin liên lạc, các cảng biển, các nhà máy lọc và phân phối xăng dầu, các đường sắt và các cây cầu. Các nhà máy điện trên toàn quốc bị phá hủy. Tới cuối cuộc chiến, việc sản xuất điện chỉ còn đạt mức 4% so với trước chiến tranh. Bom đã phá hủy tất cả các đập chính, đa số những trạm bơm chính và nhiều nhà máy xử lý nước thải. Một số đội thuộc các lực lượng đặc biệt của Mỹ và Anh được đưa thâm nhập vào phía tây Iraq để tìm kiếm và phá hủy các tên lửa Scud. Tuy nhiên, vì thiếu những điều kiện địa lý thích hợp để ẩn náu khiến các hoạt động của họ gặp nhiều khó khăn và nhiều người đã bị giết hoặc bị bắt giữ.

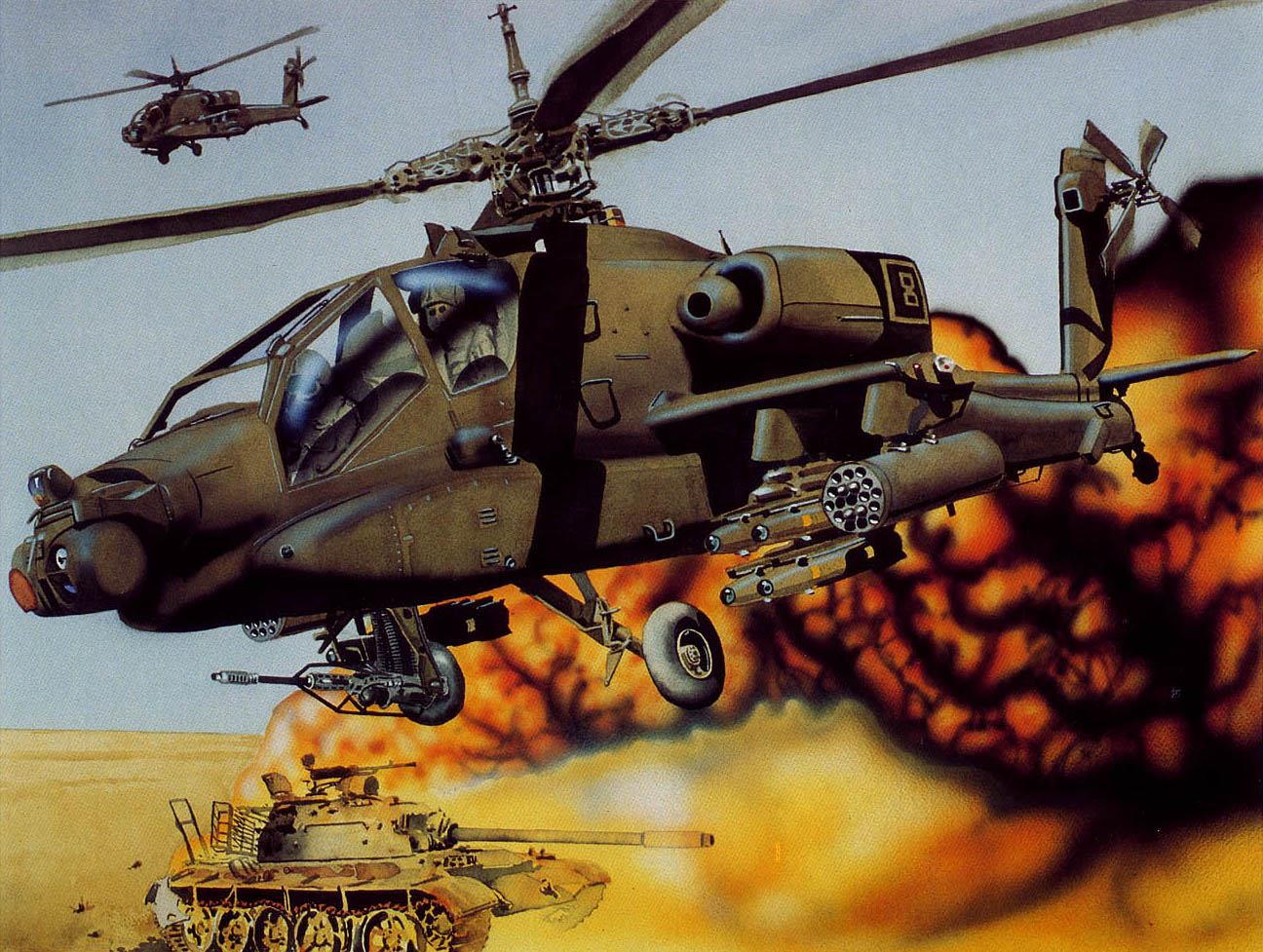
Tranh vẽ trực thăng AH-64 Apache của Mỹ tiêu diệt xe tăng địch trong Chiến tranh Vùng Vịnh

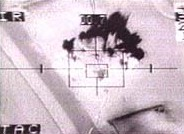
Camera ngắm mục tiêu cho thấy sự tấn công của tên lửa Hoa Kỳ trong chiến dịch Bão táp sa mạc - những hình ảnh như vậy đã trở nên quen thuộc với khán giả các kênh truyền hình phương Tây, và được so sánh với các trò chơi máy tính

Trong đa số các trường hợp, liên quân tránh gây thiệt hại tới những cơ sở dân sự thuần tuý. Tuy nhiên, ngày 13 tháng 2 năm 1991, hai quả bom thông minh điều khiển bằng tia laser đã phá hủy lô cốt Amiriyah mà người Iraq cho là nơi tránh bom của thường dân. Các quan chức Mỹ cho rằng lô cốt đó là một trung tâm thông tin quân đội, nhưng các nhà báo phương tây đã không tìm được bằng chứng về việc đó. Trong một báo cáo với nhan đề "Bộ máy nói dối: Thảm kịch của sự lừa đảo", Nhà Trắng đã tuyên bố rằng các nguồn tin tình báo của họ cho thấy lô cốt này đang được sử dụng cho mục đích chỉ huy quân sự. Trong cuốn sách của mình, Kẻ chế tạo bom của Saddam, cựu giám đốc chương trình vũ khí hạt nhân của Iraq, người đã đào thoát sang phương tây, ủng hộ giả thuyết rằng lô cốt này được sử dụng cho cả hai mục đích.

Chúng tôi đã tìm người trú ẩn nhiều lần tại lô cốt.... Nhưng nó luôn bị bịt kín.... Lô cốt có vô tuyến, vòi nước uống, máy phát điện riêng, và trông đủ vững chắc để chống lại các loại vũ khí thông thường. Nhưng tôi đã thôi tìm cách vào trong, bởi một đêm tôi đã nhận ra vài chiếc limousine đen chạy ra chạy vào qua cánh cổng ngầm ở phía sau. Tôi hỏi những người ở xung quanh và được trả lời rằng đó là một trung tâm chỉ huy. Sau khi xem xét nó kỹ càng hơn, tôi đã cho rằng có thể nó là căn cứ điều hành riêng của Xát-đam.

Iraq đã tung ra các cuộc tấn công tên lửa vào các căn cứ của liên quân tại Ả Rập Xê Út và Israel, với hy vọng buộc Israel tham gia cuộc chiến và các nước Ả Rập khác rút lui khỏi nó. Chiến thuật này tỏ ra không hiệu quả. Israel không tham gia vào liên quân, và tất cả các nước Ả Rập ở lại với liên quân trừ Jordan, về mặt chính thức vẫn giữ thái độ trung lập. Các tên lửa Scud nói chung là gây ra rất ít thiệt hại, dù nó cũng đã một lần chứng minh được sức mạnh vào ngày 25 tháng 2 với 28 người Mỹ đã thiệt mạng khi một tên lửa Scud phá hủy doanh trại của họ tại Dhahran. Những tên lửa Scud nhắm vào Israel không có hiệu quả bởi vì khi tăng tầm bắn, tên lửa Scud bị giảm đi rất nhiều về độ chính xác và khả năng sát thương. Ngày 29 tháng 1, Iraq dùng xe tăng, bộ binh tấn công và chiếm thành phố Khafji của Ả Rập Xê Út lúc ấy dang được bảo vệ bởi một số lính thủy đánh bộ trang bị vũ khí hạng nhẹ. Tuy nhiên, Trận Khafji đã kết thúc khi quân Iraq phải lùi bước trước các lực lượng Ả Rập Xê Út được các lính thủy đánh bộ và không quân Mỹ yểm trợ hai ngày sau đó. Ngay sau khi Iraq xâm chiếm Kuwait, Khafji đã trở thành một thành phố có vị trí chiến lược. Sự chậm chạp của Iraq khi đưa các sư đoàn thiết giáp vào Khafji và sau đó dùng nơi này làm bàn đạp để tiến vào phần phía đông được bảo vệ kém cỏi của Ả Rập Xê Út là một sai lầm lớn về chiến lược. Nếu làm được như vậy, Iraq không chỉ kiểm soát được phần lớn những nguồn cung cấp dầu ở Trung Đông mà sau đó còn đe dọa được lực lượng quân Mỹ triển khai dọc theo các đường chiến tuyến.
Hiệu quả của chiến dịch không quân là đã làm thiệt hại mười phần trăm toàn bộ lực lượng quân sự Iraq được triển khai trên sa mạc. Chiến dịch này cũng ngăn chặn một cách có hiệu quả việc tiếp tế của Iraq cho những đơn vị đồn trú chiến đấu phía trước, và khiến số quân đông đảo (450.000) người không thể tập trung lại được và là nhân tố căn bản dẫn đến thắng lợi.
Chiến dịch không quân có một tác động rõ nét trên các mưu mẹo mà các bên xung đột về sau này sử dụng. Họ không tập trung quân đội để đối mặt với quân Mỹ mà phân tán các sư đoàn ra, ví dụ Các lực lượng Serbia tại Kosovo. Các bên tham chiến cũng giảm bớt khoảng cách tiếp tế hậu cần và diện tích vùng bảo vệ. Điều này đã được thấy trong Chiến tranh Afghanistan khi quân Taliban rút lui khỏi những vùng đất rộng lớn về giữ những cứ điểm mạnh của họ. Điều này giúp tăng cường tập trung quân đội và giảm bớt khoảng cách tiếp tế. Chiến thuật này cũng được sử dụng trong cuộc tấn công của Iraq khi các lực lượng Iraq rút lui khỏi miền bắc Kurdistan thuộc Iraq vào trong các thành phố.

## Chiến dịch trên bộ

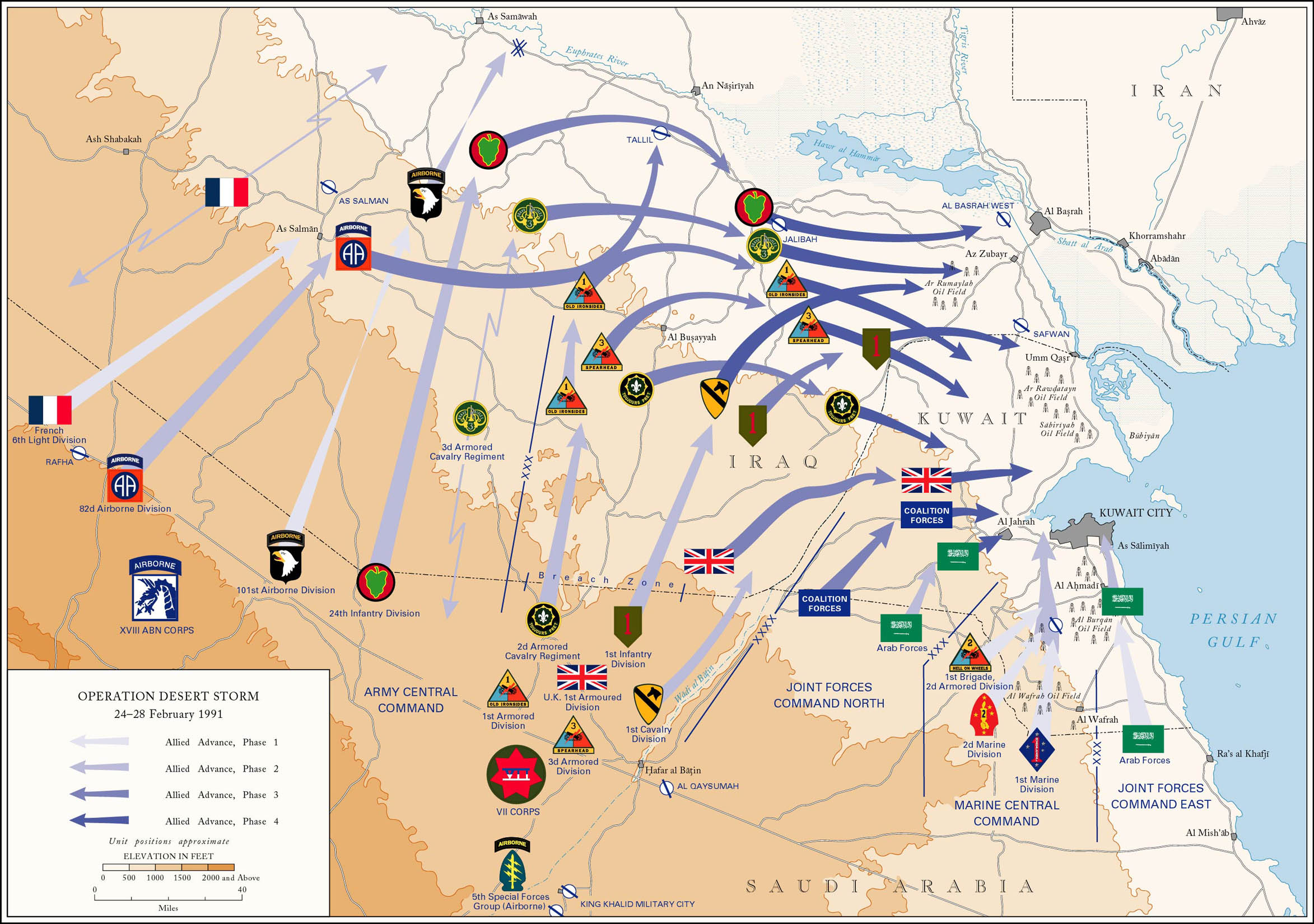
Chiến dịch Bão táp sa mạc

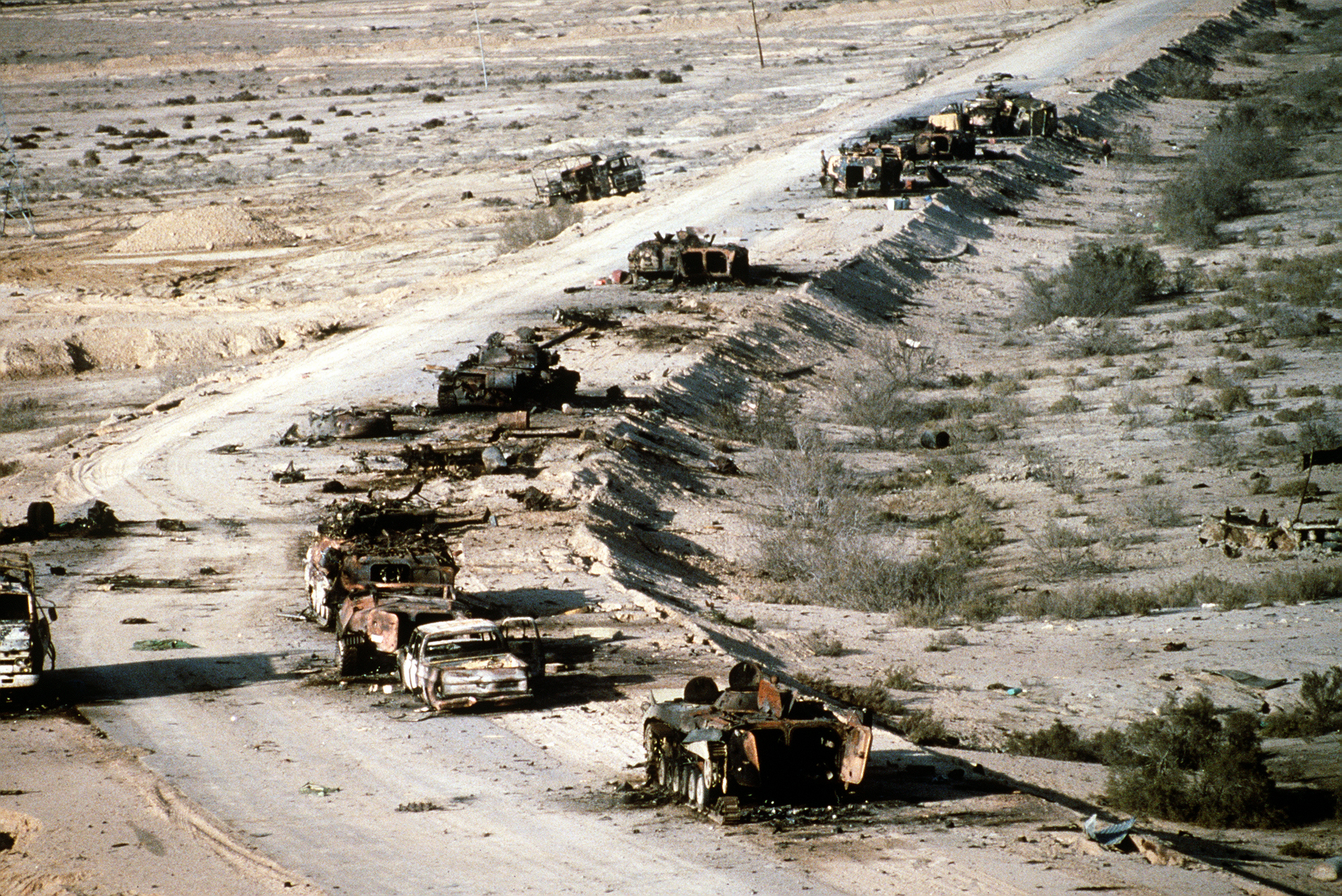
"Xa lộ chết"

Ngày 22 tháng 2 năm 1991, Iraq đồng ý với một thỏa thuận ngừng bắn do Liên Xô đề xuất. Thỏa thuận kêu gọi Iraq rút quân khỏi những vị trí mà họ đã chiếm trong ba tuần sau khi ngừng bắn hoàn toàn, và đề xuất việc theo dõi ngừng bắn và rút quân sẽ do Hội đồng Bảo an Liên Hợp Quốc giám sát. Hoa Kỳ phản đối đề nghị này nhưng nói rằng việc rút quân của Iraq sẽ không bị tấn công, và trao cho Iraq hai mươi bốn giờ để rút các lực lượng quân đội.
Ngày 24 tháng 2, các lực lượng do Mỹ cầm đầu bắt đầu "Chiến dịch Bão cát sa mạc" (Desert Storm), phần trên mặt đất của chiến dịch của họ. Ngay sau đó, lính thủy đánh bộ Mỹ và các đồng minh Ả Rập của họ thâm nhập sâu vào Kuwait, thu thập hàng nghìn quân Iraq đang tan rã, đã suy yếu và mất tinh thần sau chiến dịch ném bom ồ ạt của liên quân. Vài ngày sau chiến dịch, Thành phố Kuwait được giải phóng bởi các đơn vị thuộc quân đội Kuwait.
Cùng lúc ấy, Quân đoàn VII Hoa Kỳ tung ra cuộc tấn công ồ ạt bằng xe bọc thép vào Iraq, từ phía tây Kuwait, khiến quân Iraq hoàn toàn bất ngờ. Sườn trái của đội quân này được Sư đoàn bọc thép hạng nhẹ số 6 của Pháp bảo vệ (gồm cả các đơn vị của Tiểu đoàn Lê dương Pháp), và sườn phải bởi Sư đoàn thiết giáp số 1 Hoàng gia Anh. Khi liên quân đã thâm nhập sâu vào lãnh thổ Iraq, họ quay sang phía đông, tung ra những cuộc tấn công vào lực lượng Vệ binh cộng hoà Iraq. Những trận chiến xe tăng nổ ra khi Vệ binh cộng hòa tìm cách rút lui, khiến cho liên quân chiến thắng mà chỉ bị thương vong ở mức thấp nhất.

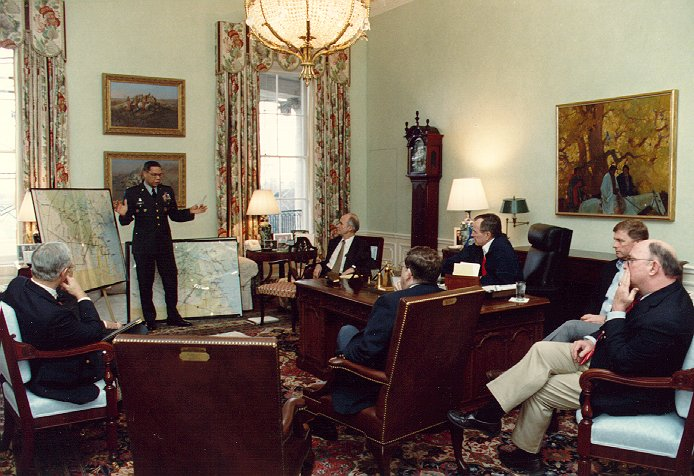
Tướng Colin Powell tóm tắt tình hình tấn công trên bộ cho Tổng thống George H. W. Bush và các cố vấn

Khi Iraq đã quyết định rằng họ sẽ không tiến về phía các giếng dầu phía đông của Ả Rập Xê Út, thì không có lý do gì để các lực lượng Iraq triển khai xa hơn nữa về phía nam Thành phố Kuwait với số lượng lớn. Quyết định triển khai một lực lượng khá đông đảo quân dọc theo biên giới Kuwait càng làm tăng khoảng cách tiếp tế của quân Iraq một cách không cần thiết. Thứ hai, khi đã quyết định triển khai quân dọc biên giới, việc mở rộng nó ra càng khiến nguy cơ bị tấn công ồ ạt vào sườn. Quả thực người Iraq không có đủ lực lượng để giữ một mặt trận đủ dài dọc theo biên giới Kuwait và tây nam Iraq. Vì thế việc cấp thiết là việc triển khai quân và thu hẹp mặt trận chỉ ở phía nam Thành phố Kuwait và mở rộng tới vùng ngoại ô Basra. Iraq chỉ có một lợi thế tuyệt đối trước lực lượng liên quân ở số lượng và chất lượng pháo binh. Đa số các đơn vị pháp binh Iraq được kéo bằng xe và vì thế không thích ứng tốt với việc phát triển mở rộng. Điều này cũng có nghĩa là Iraq muốn làm chậm sự di chuyển của quân địch và giao chiến dọc theo các giới tuyến không dễ dàng bị chọc thủng hay đánh ngang sườn.

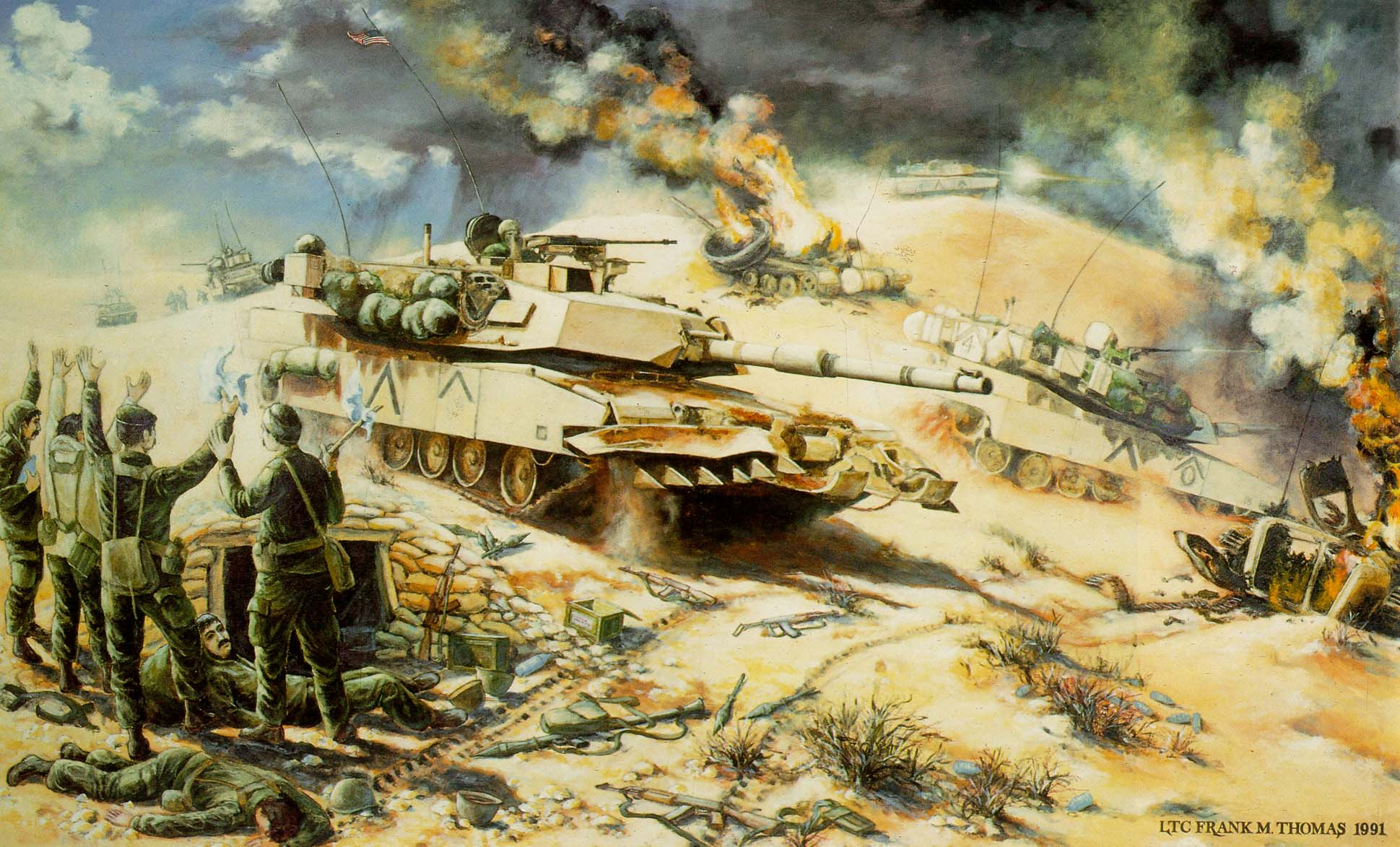
Xe tăng M1A1 tiêu diệt các xe tăng Iraq trên đường rút lui

Đà tiến của liên quân mau lẹ hơn những tướng lĩnh Hoa Kỳ trông đợi. Ngày 26 tháng 2, quân đội Iraq bắt đầu rút khỏi Kuwait, đốt cháy các giếng dầu mà họ bỏ lại. Một đoàn quân Iraq dài dằng dặc rút lui dọc theo đường cao tốc Iraq-Kuwait. Đoàn quân này bị liên quân tấn công liên tục tới mức nó được gọi là "Xa lộ chết". Một trăm giờ sau khi chiến dịch trên bộ bắt đầu diễn ra, Tổng thống Bush tuyên bố một sự ngừng bắn và ngày 27 tháng 2 tuyên bố rằng Kuwait đã được giải phóng.
Cả hai phía có số quân gần tương đương nhau - xấp xỉ 540.000 bên liên quân và xấp xỉ 650.000 bên Iraq. Một đội quân Thổ Nhĩ Kỳ gồm 100.000 người đang được triển khai dọc biên giới chung Thổ Nhĩ Kỳ và Iraq. Điều này khiến quân đội Iraq bị phân tán thêm vì buộc phải triển khai quân dọc theo biên giới với tất cả các nước (trớ trêu thay, chỉ trừ phía biên giới với đối thủ cũ là Iran). Điều này cho phép cuộc tấn công mạnh mẽ của Hoa Kỳ không chỉ có được một sự vượt trội về kỹ thuật mà cả về số lượng.
Điều ngạc nhiên nhất của chiến dịch trên bộ là tỷ lệ thương vong thấp của liên quân. Điều này vì quân Iraq không thể tìm ra một biện pháp đối phó thích hợp đối với những ống nhòm hồng ngoại và loại đạn xuyên giáp động năng APFSDS từ các xe M1 Abrams. Phương tiện này cho phép những chiếc xe tăng liên quân chiến đấu và tiêu diệt một cách hiệu quả các xe tăng Iraq từ khoảng cách xa gấp 2 lần khoảng cách có thể tác chiến của xe tăng Iraq. Các lực lượng Iraq cũng không thể lợi dụng ưu thế có thể có từ việc sử dụng chiến thuật chiến tranh đô thị - chiến đấu bên trong Thành phố Kuwait, có thể gây ra những thương vong đáng kể đối với các lực lượng tấn công. Chiến tranh trong thành phố làm giảm tầm chiến đấu và vì thế giảm bớt ưu thế công nghệ của liên quân. Điều này đã được chứng minh gần đây trong những trận đánh giữa các lực lượng Mỹ và những kẻ nổi dậy Iraq trong môi trường đô thị sau Cuộc xâm lược Iraq năm 2003. Các ranh giới của địa lý đô thị, và sự hiểu biết mà những kẻ tấn công không thể có được, sẽ làm giảm lợi thế của liên quân và khả năng tiêu diệt ở tầm xa của họ.

## Kết thúc các hoạt động chiến tranh
Một hội nghị hòa bình đã được Liên quân tổ chức trên vùng lãnh thổ Iraq bị chiếm đóng. Tại hội nghị, Iraq được phép sử dụng các máy bay trực thăng vũ trang trong phía biên giới lãnh thổ nước mình, bề ngoài là để vận chuyển các quan chức chính phủ do những thiệt hại đã phải hứng chịu của hệ thống vận chuyển công cộng. Một thời gian ngắn sau, những chiếc trực thăng đó - và đa số các lực lượng vũ trang Iraq - lại quay sang phục vụ mục tiêu chiến đấu chống lại cuộc nổi dậy của người Shiite ở phía nam. Tại phía bắc, các lãnh đạo người Kurd tin tưởng vào những lời tuyên bố của Hoa Kỳ rằng họ sẽ ủng hộ một cuộc nổi dậy và bắt đầu chiến đấu, với hy vọng thực hiện được một cuộc đảo chính. Tuy nhiên, khi những giúp đỡ của Mỹ còn chưa tới nơi, các tướng lĩnh Iraq còn trung thành đã đàn áp dã man quân đội người Kurd. Hàng triệu người Kurd đã phải chạy qua các vùng núi để đến những vùng người Kurd tại Thổ Nhĩ Kỳ và Iran. Những vụ xung đột đó sau này đã dẫn tới việc thành lập những vùng cấm bay ở cả phía bắc và phía nam Iraq. Tại Kuwait, gia đình Emir được tái lập và những kẻ bị cho là cộng tác với Iraq bị đàn áp. Cuối cùng, hơn 400.000 người đã bị trục xuất khỏi đất nước, gồm một số lượng lớn người Palestine (vì sự ủng hộ và hợp tác của họ với Saddam Hussein).
Có một số chỉ trích chính quyền Bush về quyết định của họ cho phép Saddam Hussein tiếp tục giữ quyền lực, chứ không tiếp tục tấn công chiếm Baghdad và sau đó lật đổ chính phủ của ông ta. Trong một cuốn sách viết chung năm 1998 tựa đề, "Một thế giới đã thay đổi" (A World Transformed), Bush và Brent Scowcroft đã đưa ra lý lẽ rằng một sự tấn công như vậy sẽ làm tan vỡ lực lượng Liên quân và sẽ gây ra nhiều tổn thất chính trị và nhân mạng không cần thiết đi cùng với nó.
Năm 1992, Ngoại trưởng Hoa Kỳ trong thời gian chiến tranh, Dick Cheney, cũng đưa ra quan điểm tương tự:
| “ | Tôi tự hỏi nếu chúng ta đã tiến vào đó, thì hôm nay các lực lượng của chúng ta vẫn đang ở Baghdad. Chúng ta sẽ điều hành đất nước. Chúng ta sẽ không thể rút bớt quân ra và không thể đưa bất kỳ ai về nước. Và điểm cuối cùng mà tôi nghĩ là cần phải đưa ra vấn đề về thương vong. Tôi không nghĩ rằng bạn có thể thực hiện điều đó mà không có thêm tổn thất khá lớn của phía Hoa Kỳ. Và trong khi tất cả mọi người đều rất ấn tượng trước mức độ tổn thất nhỏ của cuộc xung đột (1991), đối với 146 người Mỹ thiệt mạng trong khi thi hành nhiệm vụ và đối với gia đình họ, đó không phải là một cuộc chiến ít tổn thất. Và câu hỏi trong đầu tôi là bao nhiêu thương vong thêm nữa của Hoa Kỳ sẽ tương xứng với giá trị của Saddam (Hussein)? Và câu trả lời là nó chẳng đáng gì lắm. Vì thế, tôi nghĩ chúng ta đã làm đúng, cả khi chúng ta quyết định trục xuất ông ta khỏi Kuwait, và khi tổng thống đưa ra quyết định rằng chúng ta đã hoàn thành các mục tiêu của mình và chúng ta sẽ không sa lầy vào đó khi tìm cách chiếm và cai quản Iraq. | ” |

Thay vì tiếp tục can thiệp sâu thêm với lực lượng quân sự của mình, Hoa Kỳ đã hy vọng rằng Saddam sẽ bị lật đổ bởi một cuộc đảo chính từ bên trong. CIA đã sử dụng các mạng lưới của mình tại Iraq để tổ chức một cuộc nổi dậy, nhưng chính phủ Iraq đã đánh bại âm mưu đó.
Ngày 10 tháng 3 năm 1991, Chiến dịch bão táp sa mạc bắt đầu dời 540.000 quân Mỹ ra khỏi Vịnh Péc xích.

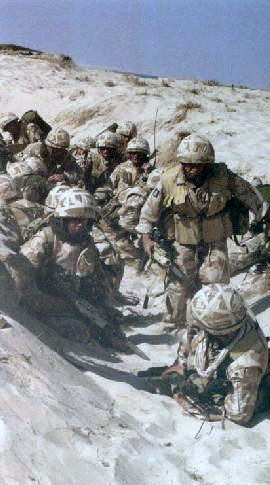
Đại đội C, Tiểu đoàn số 1, Trung đoàn Staffordshire, Sư đoàn thiết giáp số 1 Hoàng gia Anh

## Thương vong

### Thương vong của liên minh
Bộ Quốc phòng Hoa Kỳ báo cáo là các lực lượng Hoa Kỳ có 148 binh sĩ tử trận, cộng một phi công được ghi nhận là mất tích (hài cốt đại úy phi công Michael Scott Speicher người được coi là mất tích đã được tìm thấy vào tháng 7 năm 2009 tại vùng núi hẻo lánh ở miền tây Iraq) (145 người Mỹ chết vì tai nạn). Vương quốc Anh có 24 binh sĩ tử trận, Pháp 2, và các quốc gia Ả Rập có tổng cộng 39 thương vọng.
Thiệt hại nặng nhất trong một vụ đối với lực lượng liên quân xảy ra ngày 25 tháng 2 năm 1991 khi một hoả tiễn Al-Hussein của Iraq đánh trúng trại lính Mỹ tại Dhahran, Ả Rập Xê Út giết chết 28 quân dự bị Hoa Kỳ đến từ tiểu bang Pennsylvania.
Con số bị thương trên chiến trường dường như là khoảng 776, gồm có 467 người Mỹ.
Khoảng 30% trong số 700.000 nam và nữ phục vụ trong lực lượng Hoa Kỳ tại Chiến tranh Vùng Vịnh vẫn chịu nhiều hội chứng trầm trọng mà nguyên nhân vẫn chưa được hiểu rõ.

#### Phỏng đoán trước chiến tranh
Trước chiến tranh, các giới chức của Lầu Năm Góc đã phỏng đoán con số thương vong của liên quân sẽ là vào khoảng 30.000-40.000 người.
Viện Dupuy trước Quốc hội Hoa Kỳ đã tiên đoán rằng con số thương vong sẽ dưới 6.000. Họ đã dùng mô hình TNDM mà tận dụng các dữ liệu lịch sử từ các cuộc chiến trước để tiên đoán con số thương vong (mô hình đã tận dụng các yếu tố về con người thí dụ như tinh thần và họ tiên đoán rằng sẽ có rất ít các sư đoàn của Iraq chịu kháng cự).

### Thương vong của Iraq
Ước đoán ngay vào lúc đó cho rằng có đến 100.000 người Iraq bị thiệt mạng. Hiện tại ước đoán rằng Iraq bị thiệt hại nhân mạng là khoảng từ 20.000 đến 35.000. Tuy nhiên, các con số khác thì vẫn cứ cho rằng con số người thiệt mạng có thể cao đến 200.000.
Một báo cáo do Không quân Hoa Kỳ uỷ nhiệm đã ước tính là có khoảng từ 10.000-12.000 binh sĩ Iraq tử trận trong chiến dịch của không quân và khoảng 10.000 thương vong trong cuộc chiến trên bộ. Sự phân tích này dựa vào các báo cáo về tù binh chiến tranh Iraq.
Chính phủ Iraq tuyên bố có khoảng 2.300 thường dân thiệt mạng trong chiến dịch của không quân, đa số người chết là do một cuộc không kích bằng máy bay tàng hình F-117 vào một nơi mà được tin là trung tâm thông tin liên lạc của Iraq tại Baghdad nhưng cũng là nơi phục vụ như một nơi trú ẩn máy bay.
Theo Dự án nghiên cứu sự chọn lựa khác cho quốc phòng Lưu trữ ngày 4 tháng 1 năm 2016 tại Wayback Machine thì có đến 3.664 thường dân Iraq và khoảng 20.000 đến 26.000 binh sĩ bị giết chết trong cuộc xung đột này.

## Chi phí

Những giếng dầu ở Kuwait đang bốc cháy

Chi phí chiến tranh của Hoa Kỳ do Hạ viện tính toán là $61,1 tỷ. Các nguồn khác ước tính lên tới $71 tỷ. Khoảng $53 tỷ trong số đó do các nước khác chi trả: $36 tỷ do Kuwait, Ả Rập Xê Út và các nước Vùng Vịnh khác; $16 tỷ bởi Đức và Nhật Bản (hai nước này không gửi lực lượng chiến đấu vì các điều khoản trong các hiệp ước chấm dứt Chiến tranh thế giới thứ hai). Khoảng 25% số đóng góp của Ả Rập Xê Út được thanh toán dưới hình thức các dịch vụ cung cấp cho lực lượng liên quân như thực phẩm và vận chuyển. Nhiều lý lẽ cho rằng, Ả Rập Xê Út còn cung cấp cả gái mại dâm, nhưng sau này đã được chứng minh là không chính xác.
Quân đội Mỹ chiếm 74% tổng lực lượng liên quân, và vì thế tổng chi phí của họ cũng cao hơn. Anh, ví dụ, chi $4,1 tỷ trong cuộc chiến này.

## Truyền thông
Chiến tranh Vùng Vịnh là cuộc chiến được truyền hình ở mức độ rất cao. Lần đầu tiên tất cả mọi người trên thế giới đều có thể theo dõi trực tiếp hình ảnh các tên lửa lao vào các mục tiêu và các máy bay chiến đấu cất cánh từ các tàu sân bay. Các lực lượng liên quân rất nhiệt tình thể hiện mức độ chính xác các vũ khí của họ.
Tại Hoa Kỳ, nhóm "bộ ba lớn" điều hành mạng lưới tin tức đưa tin về cuộc chiến: Peter Jennings của ABC, Dan Rather của CBS và Tom Brokaw của NBC dẫn các chương trình thông tin buổi tối của họ khi các cuộc tấn công đã bắt đầu ngày 16 tháng 1 năm 1991. Phóng viên của ABC News Gary Shepard, bình luận trực tiếp từ Baghdad, nói với Jennings về sự tĩnh lặng của thành phố. Nhưng nhiều tháng sau, Shepard đã tái xuất hiện với những ánh chớp có thể được nhìn thấy ở chân trời và những vạch lửa đạn xung quanh trên mặt đất. Trên kênh CBS, khán giả có thể theo dõi bản tin của phóng viên Allen Pizzey, cũng đưa tin từ Baghdad, khi cuộc chiến bắt đầu. Sau khi bản tin kết thúc lại có tin rằng có những tin tức chưa được kiểm chứng về những vụ nổ tại Baghdad hoạt động không quân mạnh tại các căn cứ ở Ả Rập Xê Út. Trong bản tin "NBC Nightly News", phóng viên Mike Boettcher thông báo về những hoạt động không quân không thường xuyên ở Dhahran. Vài phút sau, Brokaw nói với khán giả rằng cuộc tấn công không quân đã bắt đầu. Nhưng chính kênh CNN được nhiều người theo dõi nhất. Các phóng viên CNN, John Holliman và Peter Arnett cùng CNN phóng viên thường trú Bernard Shaw đã thông báo qua điện thoại từ Khách sạn Al-Rashid khi những cuộc không kích bắt đầu. Báo chí khắp thế giới đều đưa tin về cuộc chiến và Tạp chí TIME đã xuất bản một số đặc biệt ngày 28 tháng 1 năm 1991, dòng tít "CHIẾN TRANH VÙNG VỊNH" nổi bật ngoài trang bìa với bức ảnh chụp Baghdad khi cuộc chiến bắt đầu.
Chính sách của Hoa Kỳ về tự do báo chí có hạn chế hơn so với ở Chiến tranh Việt Nam. Chính sách này đã được giải thích rõ trong một tài liệu của Lầu Năm Góc tên là Annex Foxtrot. Đa số những thông tin báo chí có được đều từ những cuộc họp báo ngắn của quân đội. Chỉ những nhà báo được lựa chọn mới được phép tới mặt trận hay tiến hành các cuộc phỏng vấn binh sĩ. Những cuộc viếng thăm đó luôn được tiến hành với sự hiện diện của các sĩ quan, và sau đó đều phải được sự cho phép của quân đội và bộ phận kiểm duyệt. Điều này bề ngoài là để bảo vệ các thông tin nhạy cảm khỏi bị tiết lộ cho Iraq nhưng trên thực tế là để ngăn chặn tiết lộ các thông tin gây rắc rối về chính trị. Chính sách này bị ảnh hưởng nhiều từ những kinh nghiệm sau Chiến tranh Việt Nam, được cho rằng đã gây ra nhiều rò rỉ dẫn tới sự chống đối từ bên trong nước Mỹ.
Cùng lúc ấy, việc đưa tin nhanh nhạy về cuộc chiến là rất mới mẻ. Nhiều nhà báo Mỹ vẫn ở lại thủ đô Baghdad của Iraq trong suốt cuộc chiến, và cảnh tên lửa bay đến được chiếu ngay lập tức trên những bản tin vô tuyến buổi tối và trên các kênh tin tức qua truyền hình cáp như CNN. Một đoàn phóng viên của kênh CBS News (David Green và Andy Thompson), được trang bị thiết bị truyền thông tin vệ tinh đã tới mặt trận và truyền trực tiếp những hình ảnh cuộc chiến đang diễn ra. Họ tới Thành phố Kuwait một ngày trước khi các lực lượng liên quân tiến vào và truyền trực tiếp những hình ảnh các lực lượng Ả Rập (và các nhà báo khác!) tiến vào đó trong ngày hôm sau.

## Hậu quả

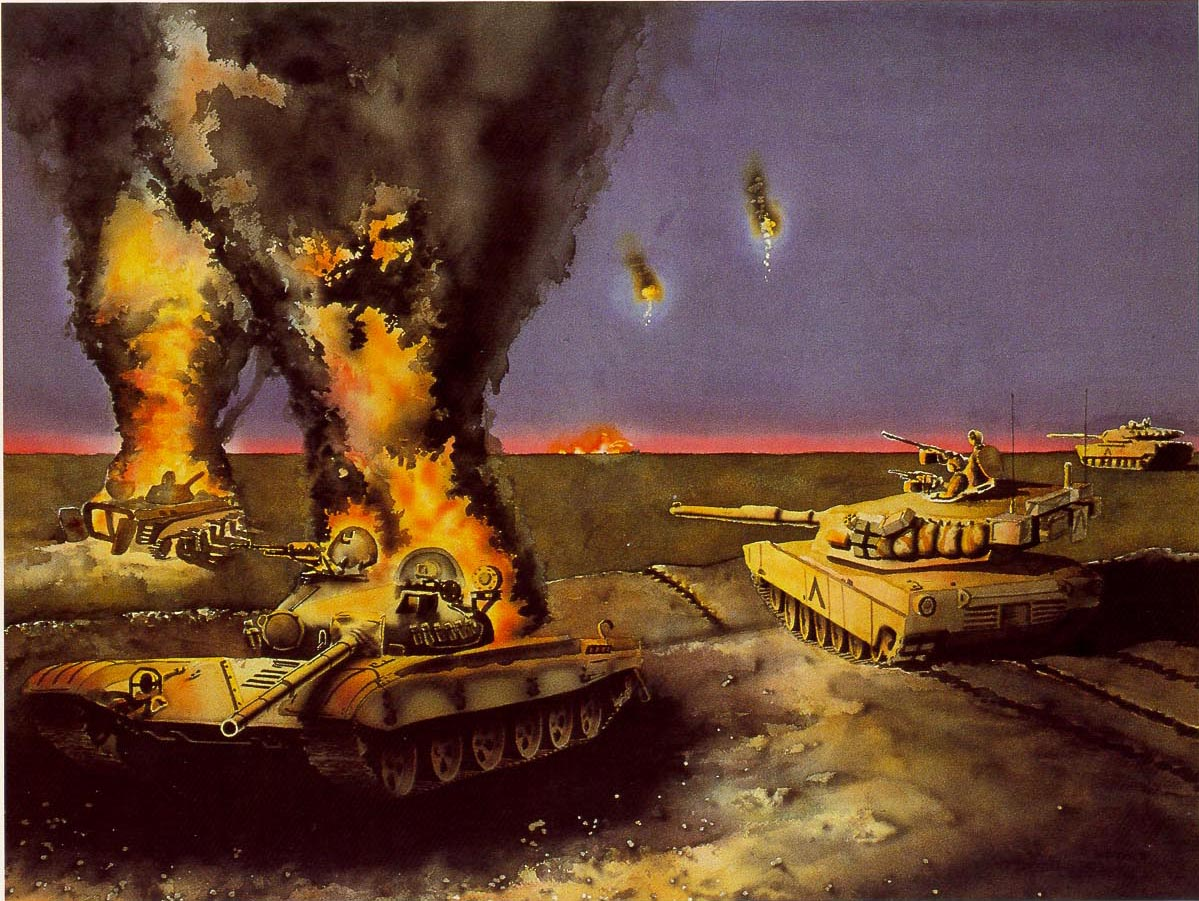
Xe tăng Hoa Kỳ tiêu diệt 1 nhóm xe tăng T-72 và BMP 1 của Saddam Hussein trong đêm

Theo sau những cuộc nổi dậy ở miền Nam và miền Bắc, các vùng cấm bay đã được thiết lập để bảo vệ người Shi'ite ở miền Nam và người Kurd ở miền Bắc. Những vùng cấm bay này (bắt đầu từ vĩ tuyến 36 Bắc và vĩ tuyến 32 Nam) chủ yếu do Mỹ và Anh kiểm soát, mặc dù Pháp cũng có tham gia ít nhiều. Cấu kết với nhau, họ đã thực hiện những chuyến bay thanh sát trong vòng 11 năm sau khi kết thúc chiến sự còn nhiều hơn cả trong thời kỳ chiến tranh. Những chuyến thanh sát này đã dội bom gần như mỗi ngày vào tên lửa đất đối không và súng cao xạ được dùng để bắn hạ máy bay. Tuy nhiên, lượng bom lớn nhất đã được sử dụng trong hai chiến dịch kéo dài: Chiến dịch Tấn công sa mạc, kéo dài trong nhiều tuần từ tháng 9 năm 1996, và Chiến dịch Con cáo sa mạc, tháng 12 năm 1998. Chiến dịch Kiểm soát miền Bắc, vùng cấm bay trong khu vực người Kurd, đã cho phép người dân tập trung vào tăng cường an ninh và phát triển cơ sở hạ tầng, điều này đã được phản ánh sau sự sụp đổ của chế độ Saddam Hussein năm 2003, khu vực này đã phát triển và ổn định hơn (khi so sánh với các vùng khác của Iraq trong Chiến dịch Giải phóng Iraq). Trái lại, Chiến dịch Kiểm soát miền Nam, đã không thành công trong việc tạo cho người Shi'ite cơ hội xây dựng và kiến thiết như vậy.
Cơ sở hạ tầng bị tàn phá nặng nề trên diện rộng trong suốt thời kỳ chiến sự đã gây mất mát cho người dân Iraq. Nhiều năm sau chiến tranh lượng điện sản xuất ra vẫn chỉ đạt một phần tư mức trước cuộc chiến. Việc phá hủy các nhà máy xử lý nước khiến nước thải bị đổ trực tiếp xuống sông Tigris, và dân cư lại lấy nước ở đây để sinh hoạt dẫn tới sự phát sinh dịch bệnh trên diện rộng. Những khoản vốn tài trợ từ phía các nước phương Tây nhằm giải quyết vấn đề này bị chính quyền Saddam sử dụng để duy trì quyền kiểm soát quân sự của mình.
Trừng phạt kinh tế vẫn được duy trì nhiều năm sau chiến tranh vì lý do từ những cuộc thanh sát vũ khí mà Iraq chưa bao giờ hợp tác đầy đủ. Sau này Iraq được Liên Hợp Quốc cho phép nhập khẩu một số hàng hóa theo chương trình Đổi dầu lấy lương thực. A 1998 bản báo cáo của UNICEF cho thấy những biện pháp trừng phạt khiến con số tử vong ở nước này tăng thêm 90.000 người mỗi năm. Nhiều người cho rằng các biện pháp trừng phạt Iraq và sự hiện diện quân sự của Mỹ ở Ả Rập Xê Út góp phần làm xấu đi hình ảnh của Mỹ trong thế giới Ả Rập.
Một Cao ủy Đặc Biệt Liên Hợp Quốc (UNSCOM) về vũ khí đã được lập ra để giám sát việc tuân thủ của Iraq với các quy định về vũ khí hủy diệt hàng loạt và tên lửa đạn đạo. Iraq chỉ chấp nhận một số yêu cầu và từ chối các cuộc thanh sát vũ khí khác. Đội thanh tra đã tìm ra một số bằng chứng về các chương trình vũ khí sinh học tại một địa điểm và một số vi phạm tại nhiều địa điểm khác.
Năm 1997, Iraq trục xuất toàn bộ các thành viên người Mỹ bên trong phái đoàn thanh sát vũ khí, cáo buộc rằng Hoa Kỳ đã lợi dụng họ làm gián điệp; các thành viên của UNSCOM thường có những cuộc tiếp xúc với các cơ quan tình báo để cung cấp các thông tin về các địa điểm tàng trữ vũ khí. Đội thanh sát vũ khí tiếp tục quay lại Iraq trong giai đoạn 1997 và 1999 và còn gặp nhiều rắc rối hơn nữa; một thành viên trong đội thanh sát, Scott Ritter thuộc Hải quân Hoa Kỳ đã từ chức năm 1998, cho rằng chính quyền Clinton đang cản trở các cuộc thanh sát vì họ không muốn đối đầu thực sự với Iraq. Năm 1999, đội thanh sát được thay thế bởi UNMOVIC, cơ quan này bắt đầu tiến hành công việc từ năm 2002. Năm 2002, Iraq - và đặc biệt là Saddam Hussein - trở thành mục tiêu trong Cuộc chiến chống khủng bố của Hoa Kỳ, dẫn tới cuộc chiến tranh Vùng Vịnh lần hai năm 2003, do Hoa Kỳ và, ở tầm vóc thấp hơn, Anh lãnh đạo.
Cộng hòa Nhân dân Trung Hoa (quân đội nước này có nhiều mặt tương đồng với quân đội Iraq) rất ngạc nhiên trước khả năng kỹ thuật Hoa Kỳ trên trận địa. Thắng lợi mau chóng của liên quân khiến quân đội Trung Quốc phải thay đổi toàn diện tư tưởng quân sự của mình và bắt đầu một phong trào hiện đại hóa bên trong Quân Giải phóng Nhân dân Trung Quốc.
Một hậu quả chủ chốt của Chiến tranh Vùng Vịnh, theo Gilles Kepel, là sự hồi sinh rõ rệt của chủ nghĩa Hồi giáo cực đoan. Việc chế độ Saddam bị lật đổ không khiến các nhóm Hồi giáo ủng hộ nhiều. Tuy nhiên, việc này, cùng với liên minh giữa Ả Rập Xê Út và Hoa Kỳ, bị coi là cùng phía với Israel càng làm chính phủ Ả Rập Xê Út mất uy tín trong nước. Hoạt động của các nhóm Hồi giáo chống lại chính quyền Ả Rập Xê Út tăng lên dữ dội. Trong một nỗ lực nhằm lấy lại hình ảnh của mình, Ả Rập Xê Út đã chi thêm tiền cho những nhóm ủng hộ chính phủ. Chính phủ Ả Rập Xê Út đã chi tiền phát hàng triệu cuốn Qur'an cho dân các nước mới độc lập ở vùng Trung Á và xây dựng hàng trăm thánh đường Hồi giáo cho những nhóm cực đoan. Tại Afghanistan, chính quyền Ả Rập Xê Út trở thành người bảo trợ hàng đầu cho Taliban trong cuộc nội chiến ở nước này, và là một trong những quốc gia duy nhất chính thức công nhận chính phủ đó.

### Hội chứng Vùng Vịnh
Nhiều binh sĩ liên quân quay trở về từ chiến trường thông báo về các loại bệnh gặp phải sau khi tham chiến, một hiện tượng được gọi là Hội chứng Vùng Vịnh. Có nhiều nghiên cứu và bất đồng về các nguyên nhân gây ra hội chứng đó cũng như những ảnh hưởng của nó đối với trẻ sơ sinh (số lượng trẻ sinh ra trong các gia đình binh lính với các khiếm khuyết tương tự nhau hay những bệnh tật nghiêm trọng lên tới 67%, theo một cuộc nghiên cứu do Sở Cựu chiến binh Hoa Kỳ tiến hành). Một báo cáo xuất bản năm 1994 của Văn phòng Giải trình Chính phủ cho rằng quân đội Mỹ đã đối diện với 21 loại "chất độc liên quan tới sinh sản" tiềm tàng. Một số nguyên nhân bị chỉ ra là tiếp xúc với các vật liệu phóng xạ, khói dầu, và các loại vắc xin bệnh than sản xuất quá nhanh dùng cho binh sĩ (các loại vắc xin thường cần phải trải qua quá trình sản xuất vài tháng).

### Hậu quả của chất urani đối với sức khoẻ
Năm 1998, các bác sĩ của chính phủ Iraq đã báo cáo rằng việc liên quân sử dụng urani nghèo đã gây ra hàng loạt vụ khuyết tật ở trẻ sơ sinh và ung thư trong dân chúng Iraq, đặc biệt là bệnh bạch cầu. Các bác sĩ của chính phủ cho rằng họ không có đủ bằng chứng cho thấy có mối quan hệ giữa urani nghèo với những vụ khuyết tận trẻ sơ sinh bởi vì những biện pháp trừng phạt đã khiến họ không thể có được các thiết bị thử nghiệm cần thiết. Vì thế, một đội bác sĩ của Tổ chức sức khỏe thế giới đã tới Basra và đề xuất một cuộc nghiên cứu để điều tra lý do gây ra tỷ lệ ung thư cao ở miền nam Iraq, nhưng Saddam đã từ chối.
Tuy nhiên, Tổ chức y tế thế giới đã có thể tiếp cận với những nguy cơ đối với sức khỏe của urani nghèo tại những địa điểm đã xảy ra chiến tranh nhờ một phái đoàn năm 2001 tới Kosovo. Một báo cáo năm 2001 của WHO về urani nghèo đã kết luận: "bởi vì urani nghèo chỉ là phóng xạ yếu, cần phải hít vào những khối lượng rất lớn bụi (ở mức độ gam) để có thể tăng nguy cơ ung thư phổi ở mức độ có thể nhận thấy trong một nhóm nguy cơ. Những nguy cơ về ung thư phóng xạ khác gồm bệnh bạch cầu, được coi là thấp hơn rất nhiều so với ung thư phổi." Hơn nữa, "không có những tác động liên tục hay tiến triển đã được báo cáo ở người" vì lý do chịu tác động của urani nghèo.
Bộ Ngoại giao Hoa Kỳ cũng đã xuất bản một cuốn sách về urani nghèo. Nó tuyên bố: "Tổ chức y tế thế giới và các nghiên cứu khoa học khác đã cho thấy urani nghèo không gây ra những nguy cơ nghiêm trọng đối với sức khoẻ" và "urani nghèo không gây ra khuyết tật ở trẻ sơ sinh. Quân đội Iraq sử dụng các vũ khí hóa học và thần kinh trong thập kỷ 1980 và 1990 có thể là nguyên nhân gây ra cái gọi là khuyết tật ở trẻ em Iraq." Về những buộc tội gây ra ung thư, cuốn sách của Hoa Kỳ cho rằng "theo những chuyên gia về sức khỏe môi trường, về mặt y tế không thể coi việc nhiễm bệnh bạch cầu như là kết quả của việc chịu tác động của urani hay urani nghèo", và "tỷ lệ ung thư trong số 19.000 công nhân công nghiệp tiếp xúc với urani nghèo ở mức độ cao tại các dự án ở Phòng thí nghiệm quốc gia Oak Ridge trong giai đoạn 1943 và 1947 đã được xem xét, và việc tăng tỷ lệ ung thư không hề được quan sát thấy cho tới tận năm 1974. Các nghiên cứu dịch tễ học khác về ung thư phổi tại các công nhân làm việc tại nhà máy urani và nhà máy gia công thép không cho thấy tỷ lệ tăng bất thường hay sự liên quan tới những chất sinh ung thư khác đã được biết ngoài urani, như radon."
Tuy nhiên, một số lời buộc tội về tác động đó rất nghiêm trọng bởi vì vũ khí chứa urani nghèo có thể vỡ ra thành những hạt nhỏ khi nó chạm mục tiêu. Trên thực tế, những nghiên cứu tổng quát nhất gần đây bởi The Royal Society, một nhóm ái hữu với hơn 1400 nhà khoa học, nhà nghiên cứu và giáo sư đã tìm thấy rằng urani nghèo đưa lại những nguy cơ cao về sức khỏe cho dân thường cũng như binh lính.

## Kỹ thuật
Các loại vũ khí dẫn đường chính xác (PGMs, cũng được gọi là "bom thông minh"), như tên lửa AGM-130 của Không lực Hoa Kỳ được dự đoán sẽ trở thành các vũ khí chính cho phép các cuộc tấn công quân sự diễn ra với những tổn thất dân sự nhỏ nhất so với các cuộc chiến trước đó. Những căn nhà cụ thể ở các khu đông dân tại Baghdad có thể bị tấn công trong khi các nhà báo quan sát các tên lửa hành trình lao tới mục tiêu đó từ khách sạn của họ. Các vũ khí dẫn đường chính xác chiếm gần 7.4% toàn thể số bom liên minh sử dụng. Các loại bom khác gồm bom chùm có thể vỡ ra thành nhiều quả bom nhỏ, và những quả bom BLU-82 nặng 15.000 pound có thể phá hủy mọi vật trong bán kính hàng trăm yard.
Tên lửa Scud là tên lửa đạn đạo chiến thuật do Liên bang xô viết phát triển và từng triển khai cho những sư đoàn Hồng Quân tại Đông Đức. Vai trò của các tên lửa Scud được trang bị đầu đạn hạt nhân và đầu đạn hoá học là tiêu diệt các cơ sở thông tin, trung tâm chỉ huy và làm trì hoãn quá trình động viên quân đội của Tây Đức cũng như các lực lượng Đồng Minh tại Đức. Nó cũng được sử dụng để tiêu diệt trực tiếp các lực lượng mặt đất. Các tên lửa Scud sử dụng hệ thống dẫn đường quán tính, còn hoạt động khi động cơ còn hoạt động. Iraq đã sử dụng các tên lửa Scud, phóng chúng tới cả Ả rập Xê út và Israel. Một số quả gây ra nhiều thương vong, số còn lại không gây hậu quả nặng nề. Đã có lo ngại việc Iraq có thể lắp các đầu đạn hoá học hay sinh học lên các tên lửa đó, nhưng nếu các đầu đạn đó có tồn tại, chúng cũng chưa từng được sử dụng. Mọi người tin rằng các tên lửa Scud không hữu dụng khi mang các đầu đạn hoá học bởi nhiệt độ cao trong quá trình bay ở tốc độ gần Mach 5 làm biến tính đa số các chất hoá học mang theo. Các vũ khí hoá học vốn thích hợp hơn khi được vận chuyển bằng máy bay ném bom hoặc các tên lửa hành trình. Tên lửa Scud thích hợp để mang các đầu đạn hạt nhân, một vai trò nó vẫn còn đảm nhận tới tận ngày nay, như mục tiêu thiết kế ban đầu.
Hệ thống phòng thủ tên lửa Patriot của Hoa Kỳ lần đầu tiên được sử dụng trong chiến đấu. Thời điểm ấy, quân đội Hoa Kỳ tuyên bố hệ thống phòng thủ tên lửa này có hiệu suất thành công rất cao chống lại tên lửa Scud, đảm bảo an toàn cho liên quân. Nhưng những ước tính sau này về tính hiệu quả của Patriot rất khác biệt, thấp nhất có thể ở mức 0%. Hơn nữa, ít nhất đã xảy ra một vụ lỗi phần mềm gây tổn thất nhân mạng.  Những bằng chứng giải mật về hiệu quả ngăn chặn tên lửa Scud còn thiếu nhiều. Các con số ước tính hiệu quả cao dựa trên phần trăm số đầu đạn tên lửa Scud được biết đã tới mục tiêu hoặc đã nổ so với số lượng tên lửa Scud được bắn đi, nhưng các yếu tố khác như đầu đạn không nổ, bắn trượt vân vân không được tính vào đó. Một số phiên bản tên lửa Scud được sửa đổi động cơ vượt trên mức chịu đựng thiết kế thường bị cho là trượt mục tiêu hoặc nổ tung khi đang bay. Những ước tính thấp nhất thường dựa trên số lượng những lần bắn chặn và có bằng chứng cho thấy đầu đạn đã bị ít nhất một tên lửa bắn trúng, nhưng vì cách thức các tên lửa Al-Hussein (gốc từ Scud) nổ khi đang bay đến mục tiêu rất khó giải thích vì khó có thể biết đâu là mảnh đầu đạn và có ít dữ liệu ghi lại những lần dò tìm radar còn được lưu trữ cho phép phân tích về sau này. Thực tế hiệu lực thật sự của hệ thống còn là một bí mật trong nhiều năm nữa. Quân đội Hoa Kỳ và các nhà sản xuất vẫn cho rằng hệ thống Patriot đã "hoạt động tuyệt diệu" trong Chiến tranh Vùng Vịnh. 
Các đơn vị Hệ thống định vị toàn cầu đóng vai trò chủ chốt trong việc hoa tiêu dẫn đường cho quân đội vượt sa mạc. Hệ thống cảnh báo và kiểm soát trên không (AWACS) cũng như các hệ thống thông tin vệ tinh cũng có vai trò quan trọng.

## Những bộ phim về Chiến tranh Vùng Vịnh
- Three Kings (Ba vua)
- Live From Baghdad (Trực tiếp từ Baghdad)
- Courage Under Fire
- Bravo Two Zero
- Jarhead